# 1989
Het jaar 1989 is een jaartal volgens de christelijke jaartelling.

## Gebeurtenissen
In 1989 begint het Oostblok uiteen te vallen. Communistische regimes vallen in de DDR, Tsjecho-Slowakije, Hongarije, Bulgarije en Roemenië. Symbolisch is de val van de Berlijnse Muur.
januari
- 1 – De Nederlandse PTT wordt geprivatiseerd.
- 1 – In Nederland wordt het btw-tarief verlaagd van 20% naar 18,5%.
- 1 – Het Europees invoerverbod op met hormonen behandeld vlees uit de Verenigde Staten wordt van kracht.
- 2 – José Happart vertrekt als burgemeester van de Belgische gemeente Voeren. Nico Droeven legt de eed af als nieuwe burgemeester.
- 2 – Ranasinghe Premadasa wordt geïnstalleerd als nieuwe president van Sri Lanka.
- 3 – In de Belgische stad Antwerpen demonstreren zo'n 1400 mensen onder het motto "Geen racisten in de raad" tegen de installatie van 10 Vlaams Blok-leden in de gemeenteraad.
- 4 – Amerikaanse straaljagers schieten twee Libische MiG-23's neer boven de Middellandse Zee.
- 4 – René Roemersma van de actiegroep RaRa wordt omwille van vormfouten bij het verkrijgen van het bewijs vrijgesproken van de aanslagen van de groep in 1987.
- 4 – Voor het eerst in 13 jaar zijn er in de Marokkaanse stad Marrakesh rechtstreekse onderhandelingsgesprekken tussen koning Hassan II en vertegenwoordigers van Polisario, de onafhankelijkheidsbeweging voor de Westelijke Sahara.
- 6 – Op Aruba wint de oppositiepartij MEP de parlementsverkiezingen.
- 7 – Met het overlijden van keizer Hirohito (87) eindigt voor Japan de zogenaamde Showaperiode (periode van verlichte vrede). Hirohito's zoon, Akihito, wordt de nieuwe keizer en een nieuwe periode, de Heiseiperiode, begint op 8 januari.
- 7 – De ontsporing en de brand van een trein met gevaarlijke stoffen in de Nederlandse gemeente Boxtel zorgt voor grote schade.
- 8 – Nabij het Britse plaatsje Kegworth stort een Britse Boeing 737 neer op de autoweg M1. 47 mensen komen om bij de crash. Zie British Midland-vlucht 92.
- 8 – In Spanje kondigt de afscheidingsbeweging ETA eenzijdig een bestand van twee weken af als teken van goede wil voor onderhandelingen met de regering.
- 10 – In Mexico wordt een aantal kopstukken van de machtige olievakbond op verdenking van illegaal wapenbezit en samenzwering tegen de staat gearresteerd.
- 11 – Het Hongaarse parlement stemt voor een wet waarmee de inwoners meer vrijheid krijgen, zoals het recht een vereniging op te richten en het recht te demonstreren.
- 11 – In Colombia sluiten de regering en de guerrillabeweging M-19 een akkoord dat M-19 ertoe verbindt om geen aanvallen meer uit te voeren op het regeringsleger.
- 11 – In Sri Lanka wordt de noodtoestand, ingesteld in mei 1983, opgeheven.
- 13 – Zaïre zegt het vriendschapsverdrag van 1960 en het algemeen samenwerkingsverdrag van 1976 met België op. (Zie Belgisch-Zaïrees conflict van 1988-1989.)
- 13 – Twee Britse piloten komen om het leven bij een botsing tussen een Britse en twee West-Duitse straaljagers boven de Noord-Duitse stad Wiesmoor.
- 13 – In het Franse Vaujany komen acht technici om wanneer een cabine van een nieuwe kabelbaan bij het uittesten neerstort.
- 14 – De Spaanse regering begint gesprekken met de afscheidingsbeweging ETA.
- 14 – In België wordt oud-premier Paul Vanden Boeynants ontvoerd.
- 14 – Vier leden van Action Directe worden tot levenslang veroordeeld voor de moord op Georges Bresse in 1986.
- 14 – In het Engelse Bradford vindt een officiële verbranding plaats van de roman De duivelsverzen van Salman Rushdie door moslims die het boek godslastering vinden.
- 15 – In de Tsjecho-Slowaakse hoofdstad Praag treedt de politie hardhandig op tegen demonstranten die de zelfverbranding van Jan Palach twintig jaar eerder herdenken. Een aantal activisten, onder wie Václav Havel, wordt gearresteerd.
- 20 – George Bush sr. wordt beëdigd als 41e president van de Verenigde Staten.
- 23 – De administratie van FC Groningen wordt door de FIOD in beslag genomen. Dit is het begin van een zwartgeldaffaire, waardoor de club in een zware financiële crisis raakt.
- 27 – In Nederland worden de laatste twee van Breda, Franz Fischer en Ferdinand aus der Fünten vrijgelaten en uitgezet naar Duitsland. Ze overlijden allebei later in ditzelfde jaar.
- 29 – Bij gemeenteraadsverkiezingen in West-Duitsland behaalt de extreemrechtse Die Republikaner 7,5% van de stemmen.

februari
- 1 – Eerste uitzending van het eerste commerciële televisiestation in Vlaanderen, de Vlaamse Televisie Maatschappij (VTM).
- 2 – Het satellietnetwerk Sky van Rupert Murdoch, dat 25 miljoen pond kost, wordt gelanceerd in Europa.
- 3 – Renze de Vries treedt af als voorzitter van FC Groningen. Dit is een gevolg van de FIOD-inval in januari.
- 3 – De Paraguayaanse dictator Alfredo Stroessner wordt afgezet door de legerleiding en vlucht naar Brazilië.
- 6 – Begin Rondetafelbesprekingen tussen Solidarność en de communistische machthebbers in Polen met als inzet onder andere vrije verkiezingen.
- 8 – De Nederlandse banken NMB (latere ING) en Postbank kondigen een fusie aan.
- 13 – De op 14 januari ontvoerde Belgische oud-premier Paul Vanden Boeynants wordt vrijgelaten.
- 14 – De Iraanse Ayatollah Khomeiny spreekt in een fatwa het doodvonnis uit tegen de schrijver Salman Rushdie vanwege diens boek De Duivelsverzen.
- 15 – De Russische terugtrekking uit Afghanistan wordt voltooid.
- 15 – Het schip Maassluis vergaat.
- 16 – Winnie Mandela, echtgenote van de gevangen ANC-leider Nelson Mandela wordt beschuldigd betrokken te zijn bij de ontvoering van en moord op de 14-jarige jongen Stompie Seipei.
- 17 – De Unie van de Arabische Maghreb werd opgericht de dag waarop het Grondwettelijk Verdrag van de Unie van de Arabische Maghreb werd getekend in Marrakesh.
- 19 – In het kader van het 150-jarig bestaan van de spoorwegen in Nederland trekt een elektrische locomotief serie NS 1600 de langste trein ter wereld en komt daarmee in het Guinness Book of Records.
- 20 – Een legerkazerne nabij de Britse stad Shropshire wordt getroffen door een reeks bomontploffingen. Eén militair raakt gewond. De IRA eist de verantwoordelijkheid op.
- 21 – De Tsjecho-Slowaakse toneelschrijver en dissident Václav Havel wordt tot negen maanden cel veroordeeld vanwege een 'opruiende en beledigende toespraak' tijdens de herdenking van Jan Palach op 16 januari.

maart
- 6 – Metromoorden op Rotterdam-Zuidplein. Een man doodt drie blanke vrouwen met racistische motieven.
- 8 – In België kaart Europarlementslid Jaak Vandemeulebroucke de grootschalige hormonenhandel aan: een op de twee dieren in de veeteelt zou met hormonen zijn behandeld.
- 9 – Een magnetische storm, ontstaan door een zonnevlam, veroorzaakt het uitvallen van het elektriciteitsnet van Quebec.
- 14 – Met de aankondiging van de christelijke generaal Michel Aoun dat 'de slag om de bevrijding van de Syrische aanwezigheid in Libanon is begonnen' begint een nieuwe bloedige fase in de Libanese burgeroorlog.
- 19 – Tijdens de presidentsverkiezingen in El Salvador, gewonnen door Alfredo Christiani, wordt de Nederlandse cameraman Cornel Lagrouw (30) doodgeschoten door een regeringssoldaat.
- 20 – In Nederland worden de regels voor het uitzenden van reclame op televisie verruimd. Verschillende initiatieven voor de oprichting van commerciële zenders worden bekendgemaakt.
- 21 – Voor het eerst geeft een meerderheid van de Nederlandse bevolking aan buitenkerkelijk te zijn.
- 24 – Voor de kust van Alaska doet zich de grootste milieuramp aller tijden voor, als de tanker Exxon Valdez lek slaat en tienduizenden tonnen stookolie de kust over 1900 km vervuilen.
- 26 – Bij verkiezingen voor het Congres in de Sovjet-Unie haalt Boris Jeltsin meer dan 89% van de stemmen in zijn district Moskou.
- 27 – Nederland wint op het wereldkampioenschap ijshockey de poule voor C-landen in Sydney en promoveert naar de B-poule.
- 28 – In Kosovo vinden bij rellen zeker 21 en waarschijnlijk zelfs 130 mensen de dood. De rellen braken uit als protest tegen het beleid van de partijleider Slobodan Milošević die het Servisch-nationalisme zou aanwakkeren.
- 29 – In Brussel wordt de imam Abdullah el-Ahdal op klaarlichte dag vermoord.
- 31 – Laatste uitzending van de kinderserie de Fabeltjeskrant.

april
- 5 – Aan het eind van de Rondetafelconferentie wordt de ondergrondse Poolse vakbond Solidarnosc gelegaliseerd en worden vrije senaatsverkiezingen in het vooruitzicht gesteld.
- 15 – Het overlijden van de voormalige Chinese partijleider Hu Yaobang leidt tot het Tiananmenprotest van studenten in Peking.
- 15 – Tijdens een bekerwedstrijd tussen Liverpool en Nottingham Forest breekt paniek uit op de tribunes. Daarbij komen 96 supporters van Liverpool, onder wie 38 tieners, in het gedrang om het leven. Dit staat bekend als de Hillsboroughramp.
- 22 – Eric Van Lancker wint de 24ste editie van de Amstel Gold Race.

mei
- 1 – Het team van de Sovjet-Unie wint het wereldkampioenschap ijshockey in Zweden.
- 2 – Tijdens een bezoek aan Parijs verklaart PLO-leider Yasser Arafat dat het uit 1964 stammende handvest van zijn organisatie niet langer van kracht is. Hiermee is de mogelijkheid geopend dat de PLO Israël als staat erkent.
- 3 – In de Nederlandse Tweede Kamer valt het kabinet-Lubbers II over de voorgestelde beperking van het reiskostenforfait.
- 11 – Hélène Passtoors komt na haar vrijlating uit Zuid-Afrika aan in België, nadat ze vier jaar lang gevangen heeft gezeten op verdenking van wapensmokkel voor het verboden ANC-verzet.
- 23 – De Nederlandse Angela Visser wint de Miss Universe Verkiezing in Cancún, Mexico.

juni
- 4 – Het protest op het Tiananmenplein in de Chinese hoofdstad Peking wordt op bloedige wijze onderdrukt. De hele wereld ziet hoe een eenzame demonstrant de colonne tanks die het plein willen ontruimen tegenhoudt. Honderden mensen komen om het leven.
- 4 - In Polen wint Solidarność de verkiezingen. Polen is hiermee het eerste land achter het IJzeren gordijn waar het communistische regime omver geworpen wordt.
- 7 – Een DC-8, met aan boord onder andere veel talentvolle Surinaamse voetballers, stort neer bij het vliegveld Zanderij. Slechts elf inzittenden overleven de SLM-ramp.
- 15-18 – Europese Parlementsverkiezingen.
- 18 – Myanmar is de nieuwe naam van het Zuidoost-Aziatische land Birma.
- 20 – In Rosmalen wordt het Huis van de Toekomst geopend.
- 21 – Koningin Beatrix opent de manifestatie Treinen door de Tijd, de viering van 150 jaar spoorwegen in Nederland.
- 23 – De Angolese president José Eduardo dos Santos en UNITA-leider Jonas Savimbi tekenen een verklaring, waarmee een einde komt aan de burgeroorlog in Angola.
- 24 – Hans Spaan wint de 125cc-klasse van de TT Assen.
- 27 - De ministers van buitenlandse zaken van Oostenrijk en Hongarije knippen een gat in het IJzeren gordijn.

juli
- 4 – In Bellegem (Kortrijk) stort een onbemande Mig 23 op een woning.
- 14 – Instelling van de Vlaamse Gemeenschapscommissie als opvolger van de Nederlandse Commissie voor de Cultuur van de Brusselse Agglomeratieraad.
- 15 – Samson en Gert wordt voor het eerst uitgezonden op televisie.
- 23 – Greg LeMond wint de 76ste editie van de Ronde van Frankrijk. De Amerikaanse wielrenner doet dat in de afsluitende tijdrit naar Parijs, waarbij hij zijn Franse collega Laurent Fignon uit de gele trui rijdt. Het verschil bedraagt uiteindelijk slechts acht seconden.
- 26 – In de Marokkaanse hoofdstad Rabat ondertekenen de Zaïrese president Mobutu en de Belgische premier Wilfried Martens een akkoord dat een einde maakt aan het conflict omtrent de Zaïrese schuld.

augustus
- 9-10 – In het OHRA-schaaktoernooi behaalt de 13-jarige Judit Polgár een fantastisch resultaat.
- 19 – De Pan-Europese picknick wordt georganiseerd op de grens van Oostenrijk en Hongarije.
- 20 – Een scheepsramp op de Theems in Groot-Brittannië eist 48 levens.
- 23 – In de Baltische staten vormen twee miljoen mensen een menselijke keten, de Baltische Weg, om herstel van de onafhankelijkheid te eisen. Ze doen dit op de vijftigste verjaardag van het Molotov-Ribbentroppact, dat aan hun vooroorlogse zelfstandigheid een einde maakte.
- 23 – Als eerste Curaçaose honkballer debuteert Hensley Meulens in de Major League bij de New York Yankees.
- 25 – Tadeusz Mazowiecki wordt premier van Polen; de eerste niet-communist in het Oostblok sinds eind jaren veertig. Zijn benoeming is het directe gevolg van de vrije Senaatsverkiezingen, eerder deze maand gehouden.
- 25 – De ruimtesonde Voyager 2 bereikt de planeet Neptunus en is het eerste en tot nog toe laatste ruimtetuig dat de planeet bezocht heeft.

september
- 6 – In Nederland vinden Tweede Kamerverkiezingen plaats.
- 10 – In Frankfurt eindigt de Nederlandse vrouwenhockeyploeg als vijfde bij de strijd om de Champions Trophy.
- 17 – Orkaan Hugo trekt een verwoestend spoor over de eilanden in het Caraïbisch gebied.
- 19 – UTA vlucht 772 van Brazzaville naar Parijs stort neer boven Niger na een bomaanslag middels een bomkoffer. Alle 170 inzittenden komen om.
- 20 – F.W. de Klerk wordt president van Zuid-Afrika.
- 24 – Er breken in de Arnhemse woonwijk Klarendal rellen uit van buurtbewoners tegen de overlast van drugs.
- 24 – Hongarije opent zijn grens met Oostenrijk. Door het 'gat' in het IJzeren gordijn vluchten in de aaneensluitende weken tienduizenden burgers uit de DDR via de Hongaars-Oostenrijkse grens naar West-Duitsland.
- 30 – De Duitse minister van Buitenlandse Zaken Hans-Dietrich Genscher maakt bekend dat duizenden DDR-burgers die gevlucht waren naar de Duitse ambassade in Praag naar de Bondsrepubliek mogen vertrekken.

oktober
- 1 – Opening van de Berendrechtsluis in de Haven van Antwerpen. Het is de grootste zeesluis ter wereld.
- 1 – In Denemarken wordt het voor homo's mogelijk een geregistreerd partnerschap aan te gaan.
- 2 – RTL-Véronique begint met haar uitzendingen. Het is een commerciële televisiezender die zich volledig op Nederland richt.
- 6 - Na weken van onrust laat de DDR haar burgers vrijelijk naar West-Duitsland reizen
- 7 – De DDR viert haar veertigste verjaardag. De protesten in Oost-Berlijn, Leipzig en andere delen van het land houden aan.
- 9 – In het Noorse deel van Lapland wordt een autonoom parlement geopend: de Sameting.
- 17 – In de Amerikaanse staat Californië vindt een grote aardbeving plaats van 6,9 op de schaal van Richter. Er vallen 63 doden en bijna 4.000 gewonden.
- 19 – De Guildford Four worden na 14 jaar onschuldig vast te hebben gezeten vrijgelaten.
- 22 – In de Saoedi-Arabische stad Taif keurt het Libanese parlement het Handvest van nationale entente goed, dat een einde moet maken aan de Libanese burgeroorlog.
- 23 - De volksrepubliek Hongarije heft zichzelf op en wordt een republiek.

november
- 7 – Koningin Beatrix beëdigt de leden van het kabinet-Lubbers III: 7 ministers van het CDA en 7 ministers van de PvdA.
- 9 – De val van de Berlijnse Muur.
- 12 – Agnes van Bohemen wordt heilig verklaard.
- 13 – Vorst Frans Jozef II van Liechtenstein overlijdt. Zijn zoon Hans Adam II volgt hem op.
- 18 – Intocht van Sinterklaas in Gorinchem.
- 20 – Het verdrag van de Universele Verklaring van de Rechten van het Kind wordt aangenomen door de Algemene Vergadering van de Verenigde Naties.
- 22 – In West-Beiroet wordt het konvooi opgeblazen van president René Mouawad, die daarbij om het leven komt. Hij was pas 17 dagen in functie.

december
- 2 – Het Politbureau van de Oost-Duitse eenheidspartij SED heft zichzelf op.
- 6 – Bij het Bloedbad aan de École Polytechnique in het Canadese Montréal vinden 14 vrouwen de dood.
- 17 – In de 78ste Davis Cup verslaat Duitsland Zweden met 3 tegen 2.
- 17 – De Braziliaanse conservatieve president Fernando Collor de Mello wordt gekozen.
- 17 – De eerste aflevering van The Simpsons wordt in de VS uitgezonden.
- 20 – Amerikaanse troepen vallen Panama binnen.
- 22 - In de Duitse hoofdstad Berlijn wordt de Brandenburger Tor na bijna dertig jaar heropend. Bondskanselier Kohl schudt onder de poort de hand van de Oost-Duitse premier Modrow.
- 24 – De Liberiaan Charles Taylor bezet vanuit Ivoorkust een regio in het noorden van Liberia. Hiermee begint de Eerste Liberiaanse Burgeroorlog.
- 25 – De voortvluchtige Roemeense dictator Nicolae Ceaușescu en zijn vrouw Elena worden geëxecuteerd tijdens de Roemeense Revolutie.

zonder datum
- Oprichting van de Orlando Magic en de Minnesota Timberwolves, twee basketbalteams uit de Amerikaanse NBA.
- David Gershon en Bessie Schadee richten Global Action Plan International op.

## Muziek

### Klassieke muziek
- 24 februari: eerste uitvoering van The wound-dresser van John Adams
- 3 maart: eerste uitvoering van het Hornkvartett van Johan Kvandal
- 11 mei: eerste uitvoering van Prelude voor de G.S.M.D. van Witold Lutosławski
- 8 juni: eerste uitvoering van Berceuse élégiaque in de orkestratie van John Adams
- 24 juni: eerste uitvoering van A question of taste van William Schuman
- juli: eerste uitvoering van The lover in winter, eerstbekende compositie van Thomas Adès
- 19 augustus: eerste uitvoering van Pianoconcert van Witold Lutosławski
- 11 oktober: eerste uitvoering van Fanfare voor de Universiteit van Lancaster van Witold Lutosławski
- 21 oktober: eerste uitvoering van Symfonie nr. 12 van Vagn Holmboe
- 27 oktober: eerste uitvoering van The black gondola van John Adams
- 1 november: eerste uitvoering van Symfonie nr. 2 van Brenton Broadstock
- 2 november: eerste uitvoering van het Concert voor orkest nr. 4 van Rodion Sjtsjedrin
- 11 december: eerste uitvoering van Le Temps et l'Écume van Gérard Grisey

## Beeldende kunst

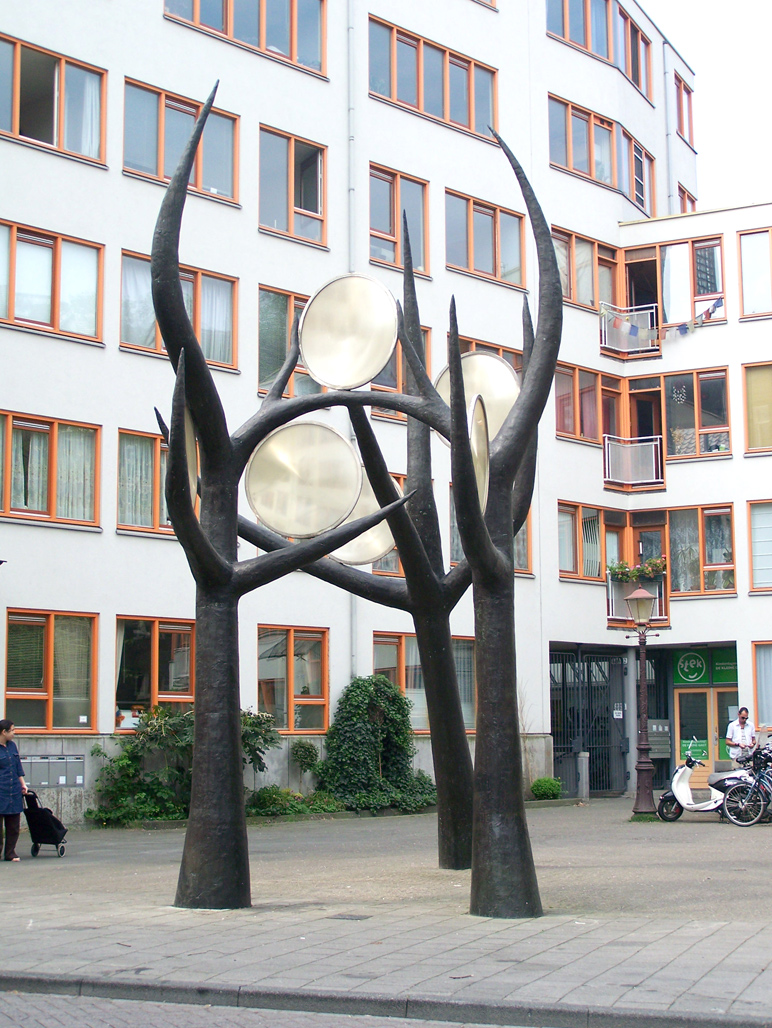
Three trees, 6 senses (1989) Thom Puckey, Amsterdam
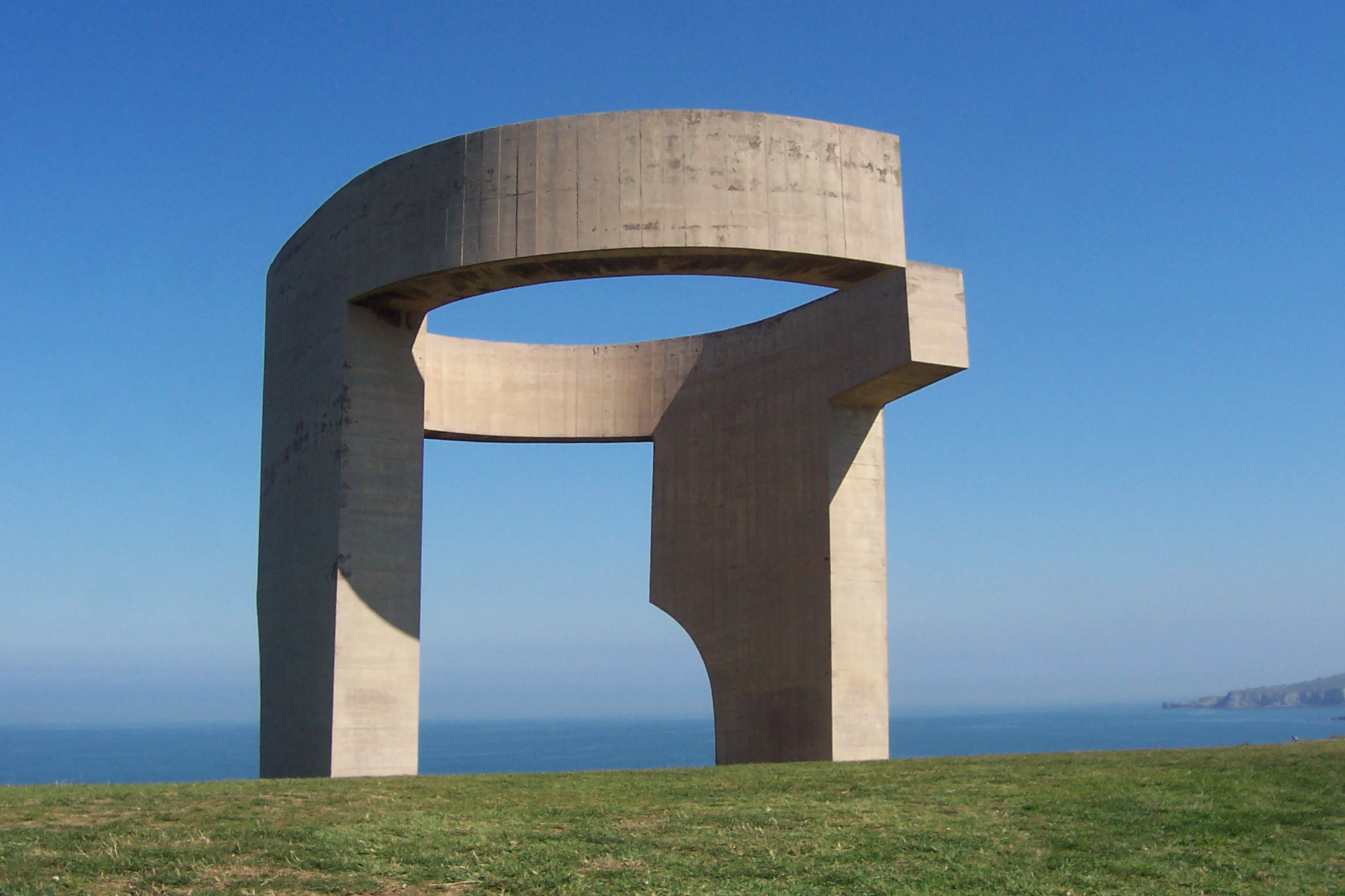
Elogio del Horizonte, beton (1989), Eduardo Chillida, Gijón, Spanje

## Bouwkunst

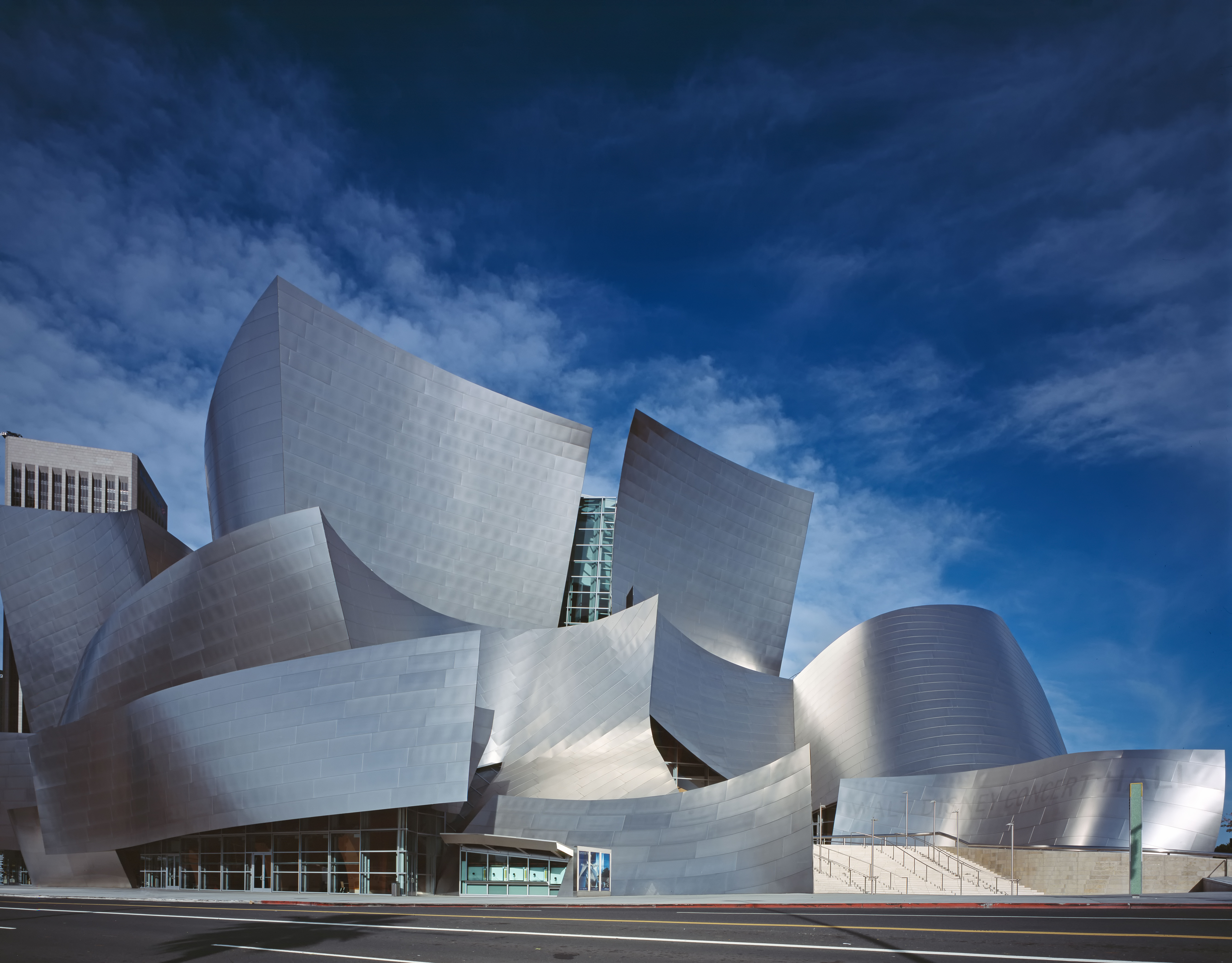
Walt Disney Concert Hall, Los Angeles Frank Gehry
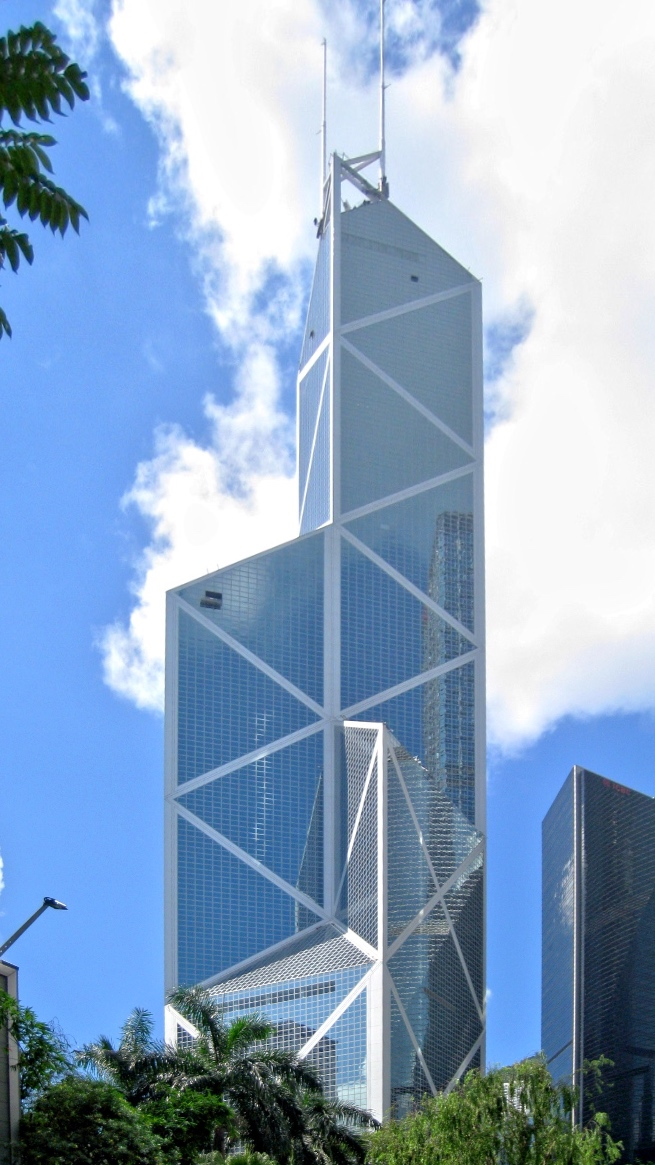
Bank of China Tower, Hongkong Ieoh Ming Pei

## Geboren

### Januari

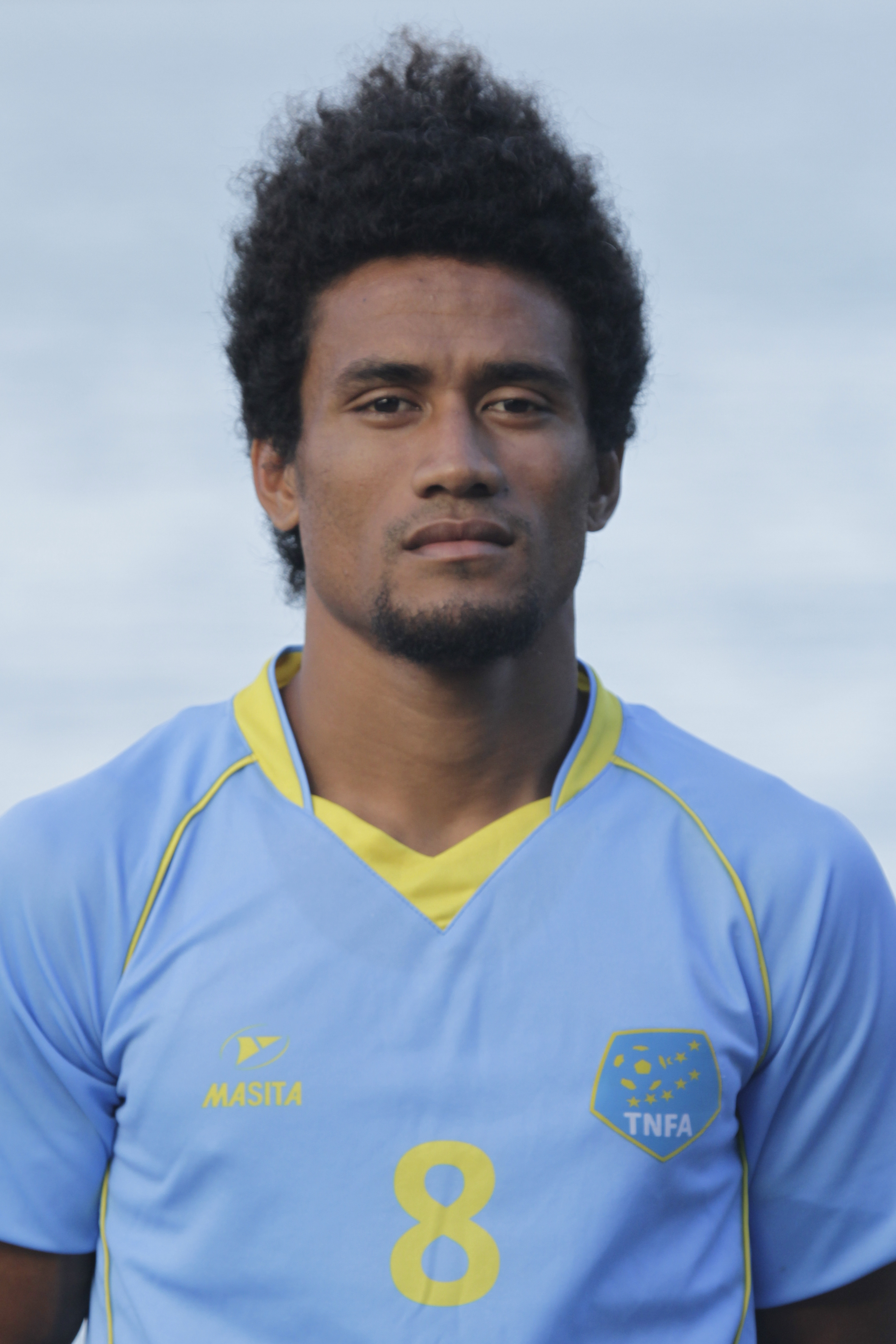
Okilani Tinilau,
geboren op 2 januari

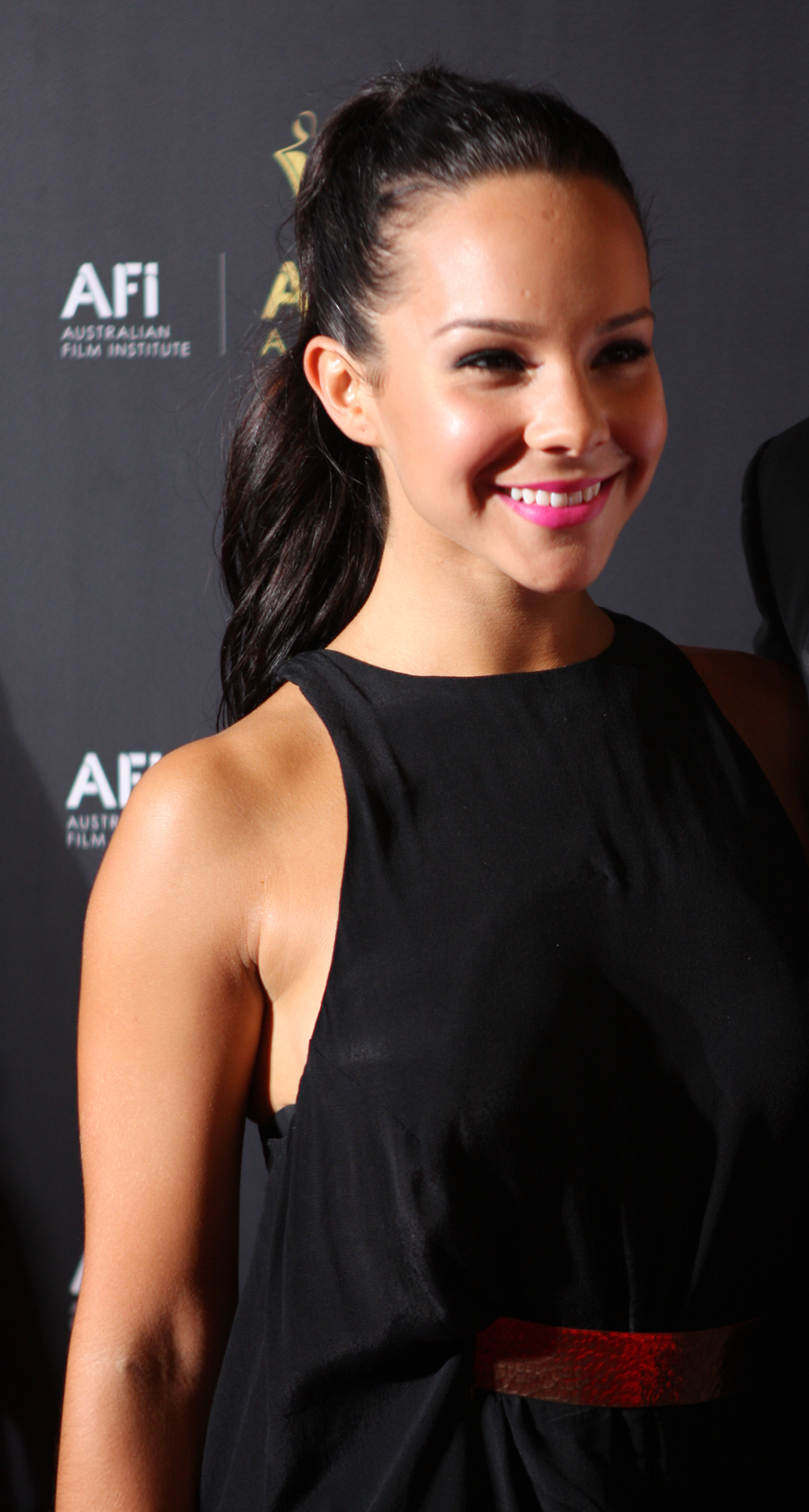
Dena Kaplan,
geboren op 20 januari

- 1 – Gaby Jallo, Nederlands voetballer
- 2 – Olivia Bertrand, Frans alpineskiester
- 2 – Bianca Knight, Amerikaans atlete
- 2 – Okilani Tinilau, Tuvaluaans atleet en voetballer
- 3 – Frédéric Frans, Belgisch voetballer
- 3 – Alex D. Linz, Amerikaans acteur
- 3 – Hovig Demirjian, Cypriotisch zanger
- 3 – Kōhei Uchimura, Japans turner
- 4 – Labrinth, Brits rapper
- 4 – Richard Murray, Zuid-Afrikaans triatleet
- 4 – Wiljan Pluim, Nederlands voetballer
- 4 – Graham Rahal, Amerikaans autocoureur
- 4 – Julius Yego, Keniaans atleet
- 6 – Andy Carroll, Engels voetballer
- 6 – David Sigatsjov, Russisch autocoureur
- 8 – Fabian Frei, Zwitser voetballer
- 8 – Dmitri Reiherd, Kazachs freestyleskiër
- 9 – Nina Dobrev, Bulgaars/Canadees actrice
- 9 – Michaëlla Krajicek, Tsjechisch-Nederlands tennisster
- 9 – Keisuke Kunimoto, Japans autocoureur
- 9 – Rikke Møller Pedersen, Deens zwemster
- 9 – Camilo Vargas, Colombiaans voetballer
- 10 – Conor Dwyer, Amerikaans zwemmer
- 10 – Michail Politsjoek, Russisch zwemmer
- 11 – Darko Bodul, Kroatisch voetballer
- 11 – Sammy Carlson, Amerikaans freestyleskiër
- 12 – Claire Donahue, Amerikaans zwemster
- 12 - Ross Smith, Engels darter
- 12 – Axel Witsel, Belgisch voetballer
- 13 – Walter Grubmüller, Oostenrijks autocoureur
- 13 – Ronald Hertog, Nederlands paralympisch sporter
- 13 – Yannick Lebherz, Duits zwemmer
- 13 – Tim Matavž, Sloveens voetballer
- 16 – Rafał Omelko, Pools atleet
- 19 – Nikolaj Karamysjev, Russisch autocoureur
- 19 – Astier Nicolas, Frans ruiter
- 20 – Dena Kaplan, Australisch actrice
- 20 – Joran Pot, Nederlands voetballer
- 21 – Sergej Fesikov, Russisch zwemmer
- 22 – Lu Ying, Chinees zwemster
- 24 – Gong Lijiao, Chinees atlete
- 24 – Ki Sung-yong, Zuid-Koreaans voetballer
- 25 – Mihai Marinescu, Roemeens autocoureur
- 25 – Lisa Weeda, Nederlands schrijfster en programmamaker
- 26 – Fleur van Dooren, Nederlands hockeyster (overleden 2024)
- 26 – Emily Hughes, Amerikaans kunstschaatsster
- 26 – Samira Rocha, Braziliaans handbalster
- 27 – Dean Delannoit, Belgisch zanger
- 28 – Siem de Jong, Nederlands voetballer
- 28 – Bruno Massot, Frans-Duits kunstrijder
- 28 – Richard Varga, Slowaaks triatleet
- 29 – Rasheed Dwyer, Jamaicaans atleet
- 29 – Kadene Vassell, Nederlands atlete
- 30 – Liene Fimbauere, Lets alpineskiester
- 30 – Anne Garretsen, Nederlands voetbalster
- 30 – Regina Koelikova, Russisch tennisster
- 30 – Mike van der Kooy, Nederlands voetballer
- 30 – Charissa Tansomboon, Thais-Amerikaans kunstschaatsster
- 31 - Dagmar Genee, Nederlands waterpolospeelster
- 31 - Pauline van Nies, Nederlands schaakster

### Februari
- 1 – Alfreð Finnbogason, IJslands voetballer
- 1 – Jonas Lössl, Deens voetballer
- 1 – Ljajsan Rajanova, Russisch alpineskiester
- 2 – Ivan Perišić, Kroatisch voetballer
- 3 – Slobodan Rajković, Servisch voetballer
- 4 – Nkosi Johnson, Zuid-Afrikaans aidspatiënt (overleden 2001)
- 5 – Edoardo Giorgetti, Italiaans zwemmer
- 5 – Jeremy Sumpter, Amerikaans acteur
- 6 – Eloy Room, Nederlands voetballer
- 7 – Abdenasser El Khayati, Nederlands voetballer
- 7 – Kathrine Rolsted Harsem, Noors langlaufster
- 7 – Ani-Matilda Serebrakian, Armeens alpineskiester
- 7 – Elia Viviani, Italiaans wielrenner
- 8 – Bronte Barratt, Australisch zwemster
- 8 – Nick Delpopolo, Amerikaans judoka
- 9 – Ari-Pekka Liukkonen, Fins zwemmer
- 10 – Bashir Abdi, Somalisch-Belgisch atleet
- 10 – Ellen Hogerwerf, Nederlands roeister
- 11 – Alexander Büttner, Nederlands voetballer
- 11 – Dustin Cook, Canadees alpineskiër
- 11 – Adèle Haenel, Frans actrice
- 12 – Katy O'Brian, Amerikaans actrice
- 13 – Evangelos Manouchos, Grieks voetbalscheidsrechter
- 13 - Bror van der Zijde, Nederlands atleet en bobsleeër
- 14 – Jurij Tepeš, Sloveens schansspringer
- 17 – Rebecca Adlington, Brits zwemster
- 17 – Miguel Molina González, Spaans autocoureur
- 18 – Scott Anderson, Amerikaans autocoureur
- 18 – Xue Chen, Chinees beachvolleyballer
- 19 – Arsen Galstjan, Russisch-Armeens judoka
- 19 - Jeff Henderson, Amerikaans atleet
- 21 – Roman Bezjak, Sloveens voetballer
- 21 – Corbin Bleu, Amerikaans acteur, model, danser en zanger
- 21 – Kristin Herrera, Amerikaans actrice
- 21 – Machteld Mulder, Nederlands atlete
- 21 – Monique Sullivan, Canadees baanwielrenster
- 21 – Scout Taylor-Compton, Amerikaans actrice
- 23 – Evan Bates, Amerikaans kunstschaatser
- 25 – Milan Badelj, Kroatisch voetballer
- 25 – Hannelore Desmet, Belgisch atlete
- 25 – Valerică Găman, Roemeens voetballer
- 25 – Hans Christer Holund, Noors langlaufer
- 25 – Erik Israelsson, Zweeds voetballer
- 26 – Marieke Koekkoek, Nederlands politica (Volt)
- 27 - Nina Haver-Løseth, Noors alpineskiester
- 27 - Stephen Kiprotich, Oegandees atleet
- 27 - Bram Kouwenhoven, Nederlands politicus (NSC)
- 27 – Richard Ringer, Duits atleet
- 28 – Jason Halman, Nederlands honkballer

### Maart

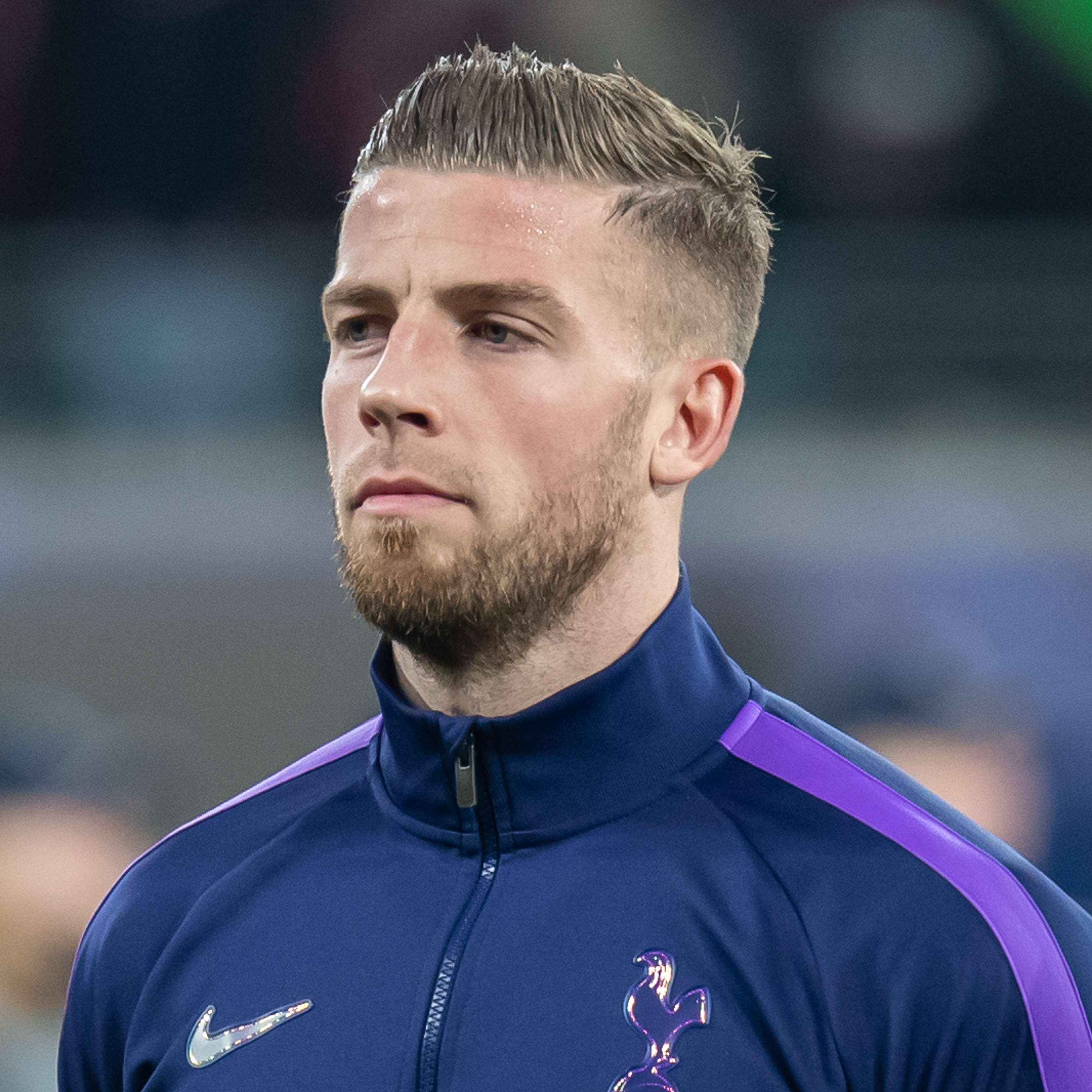
Toby Alderweireld,
geboren op 2 maart

- 1 – Florent Caelen, Belgisch atleet
- 1 – Matt Gotrel, Brits roeier
- 1 – Daniella Monet, Amerikaans actrice en zangeres
- 1 – Jordão Pattinama, Nederlands voetballer
- 1 – Carlos Vela, Mexicaans voetballer
- 2 – Toby Alderweireld, Belgisch voetballer
- 2 – Jean-Frédéric Chapuis, Frans freestyleskiër
- 2 – Endri Karina, Albanees gewichtheffer
- 2 – Abdi Nageeye, Somalisch-Nederlands atleet
- 3 – Erwin Mulder, Nederlands voetbaldoelman
- 3 – Ioana Raluca Olaru, Roemeens tennisster
- 4 – Erin Heatherton, Amerikaans topmodel
- 5 – Victor Muffat-Jeandet, Frans alpineskiër
- 6 – Aljona Aleksejeva, Russisch zwemster
- 6 – Ray Chen, Australisch violist
- 6 – Marte Høie Gjefsen, Noors freestyleskiester
- 7 – Frank Olijve, Nederlands voetballer
- 8 – Remy van Kesteren, Nederlands harpist
- 8 – Radosav Petrović, Servisch voetballer
- 9 – Florian Carvalho, Frans atleet
- 9 – Rasmus Guldhammer, Deens wielrenner
- 9 – Patrick Hausding, Duits schoonspringer
- 9 – Anco Jansen, Nederlands voetballer
- 10 – Nathan Júnior, Braziliaans voetballer
- 10 – Vladimir Tsjetsjenin, Russisch autocoureur
- 11 – Curtis Mitchell, Amerikaans atleet
- 11 – Georgia Simmerling, Canadees alpineskiester
- 11 – Anton Yelchin, Amerikaans acteur (overleden 2016)
- 12 – Tyler Clary, Amerikaans zwemmer
- 12 – Siim Luts, Estisch voetballer
- 12 – Raynor Willems, Nederlands badmintonner
- 13 - Holger Badstuber, Duits voetballer
- 13 – Peaches Geldof, Brits televisiepersoonlijkheid (overleden 2014)
- 13 – Anouska Hellebuyck, Belgisch atlete en bobsleester
- 13 – Paulo Henrique, Braziliaans voetballer
- 13 – Marko Marin, Duits voetballer
- 14 – František Kubík, Slowaaks voetballer
- 14 – Colby O'Donis, Amerikaans singer-songwriter
- 15 – Daniel Madwed, Amerikaans zwemmer
- 15 – Ondřej Mazuch, Tsjechisch voetballer
- 15 – Gil Roberts, Amerikaans atleet
- 15 – Nicole Schmidhofer, Oostenrijks alpineskiester
- 15 – Adrien Silva, Portugees-Frans voetballer
- 16 – Gabriel Attal, Frans politicus; premier vanaf januari 2024
- 17 – Calle Halfvarsson, Zweeds langlaufer
- 17 – Shinji Kagawa, Japans voetballer
- 18 – Lu Zhiwu, Chinees zwemmer
- 18 – Lily Collins, Engels actrice
- 20 – Joachim Bottieau, Belgisch judoka
- 20 – Tommy Ford, Amerikaans alpineskiër
- 20 – Yoris Grandjean, Belgisch zwemmer
- 20 – Heather Richardson, Amerikaans langebaanschaatsster
- 22 – Saïd Abbou, Belgisch voetballer
- 22 – Arianne Beckers, Nederlands atlete
- 22 – Brigitte van den Berg, Nederlands politica
- 22 – Netsky, Belgisch dj en muziekproducer
- 22 – Allison Stokke, Amerikaans atlete
- 22 – Jelle Vossen, Belgisch voetballer
- 23 – Eva de Goede, Nederlands hockeyspeelster
- 23 – Eric Maxim Choupo-Moting, Kameroens voetballer
- 24 – Jonas Lenherr, Zwitsers freestyleskiër
- 25 – Granit Maqedonci, Zweeds-Kosovaars voetbalscheidsrechter
- 25 – Alexandre Marsoin, Frans autocoureur
- 25 – Scott Sinclair, Engels voetballer
- 26 – Xander Houtkoop, Nederlands voetballer
- 26 – Simon Kjær, Deens voetballer
- 27 – Michael Glasder, Amerikaans schansspringer
- 28 – Darko Bjedov, Servisch voetballer
- 28 – Mira Leung, Canadees kunstschaatsster
- 28 – Stian Sivertzen, Noors snowboarder
- 28 – Sjarhej Zjyhalka, Wit-Russisch schaker
- 29 – Armando Parente, Portugees autocoureur
- 29 – Arnold Peralta, Hondurees voetballer (overleden 2015)
- 29 – Tomáš Vaclík, Tsjechisch voetballer
- 31 – Gilles Bettmer, Luxemburgs voetballer
- 31 – Cor Gillis, Belgisch voetballer
- 31 – Katrin Müller, Zwitsers freestyleskiester

### April
- 2 - Jérémie Azou, Frans roeier

Rico Verhoeven,
geboren op 10 april

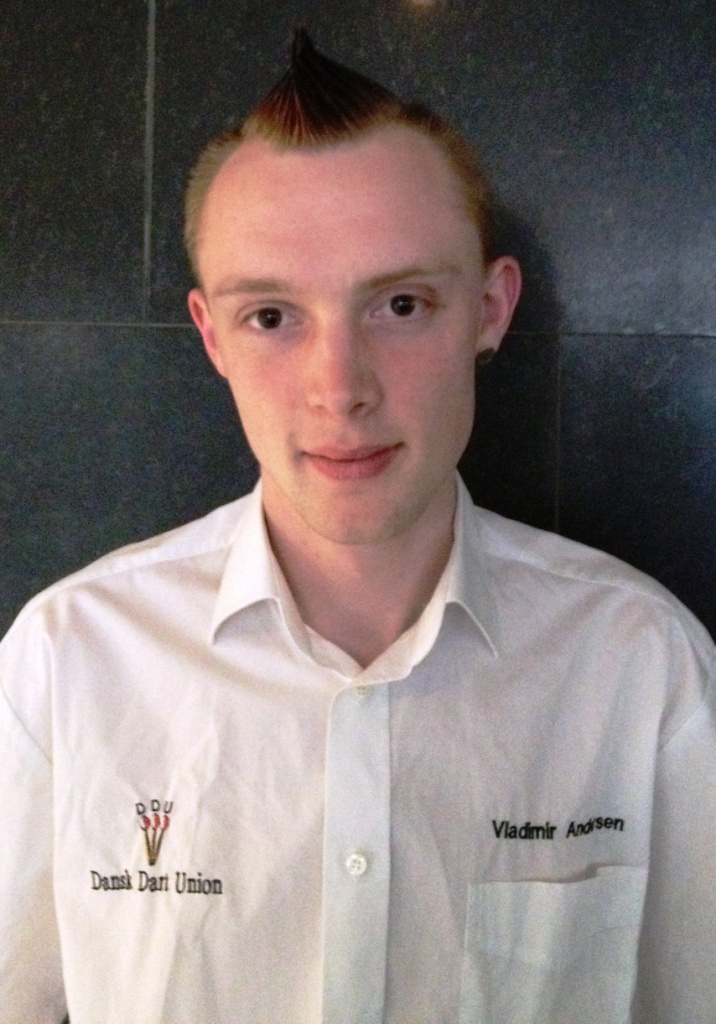
Vladimir Andersen,
geboren op 24 april

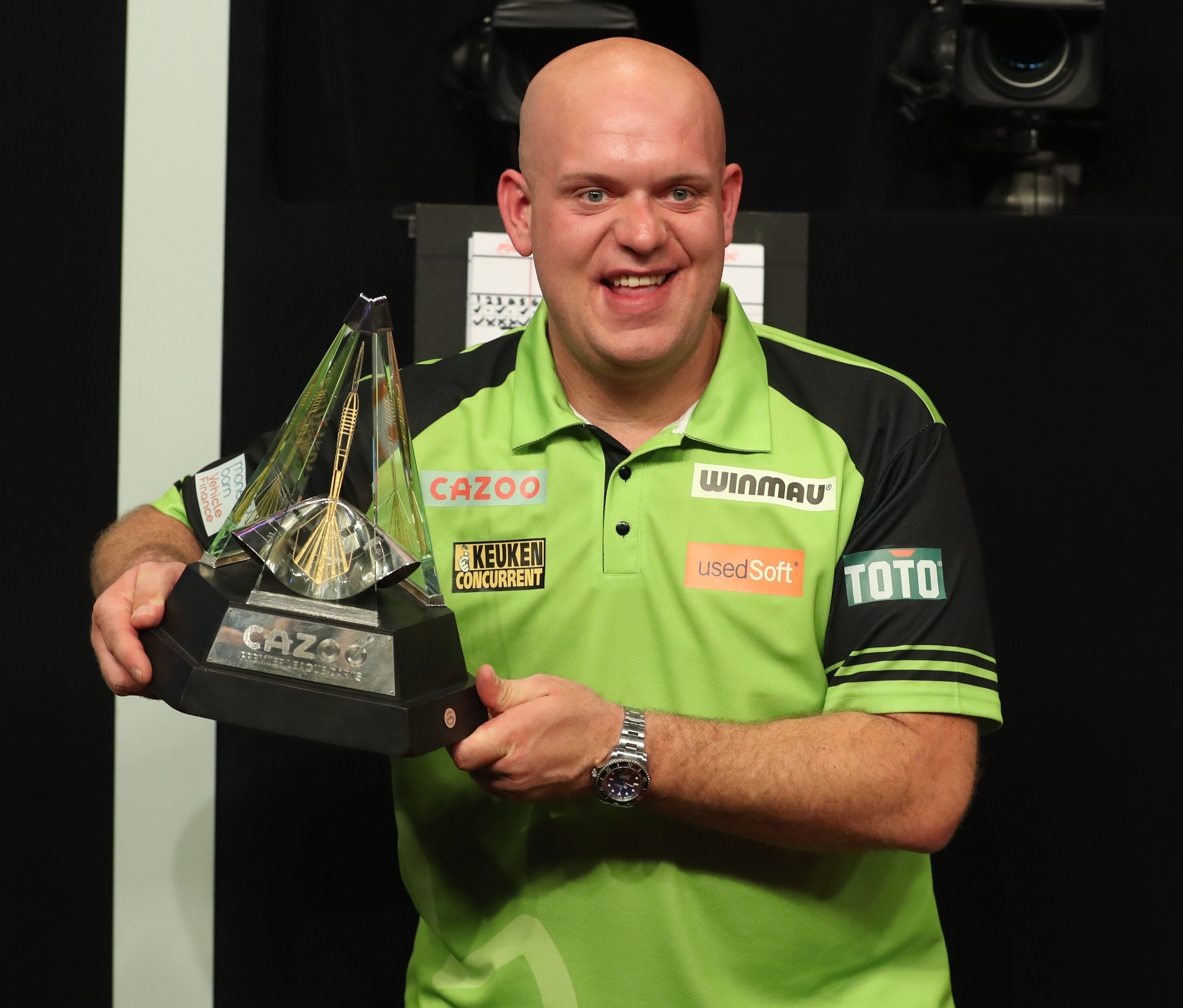
Michael van Gerwen,
geboren op 25 april

- 2 – Billy Morgan, Brits snowboarder
- 2 - Axelle Fanyo, Frans operazangeres
- 2 - Sonja Gerhardt, Duits actrice
- 3 – Zsuzsanna Jakabos, Hongaars zwemster
- 3 - Richard Kiprop, Keniaans atleet
- 4 – Vurnon Anita, Nederlands-Curaçaos voetballer
- 4 - Jonathan Paredes, Colombiaans wielrenner (overleden 2025)
- 4 - Jens Toornstra, Nederlands voetballer
- 5 – Liemarvin Bonevacia, Curaçaos atleet
- 5 - Mieke van Zonneveld, Nederlands dichteres, letterkundige en docente
- 6 – Stefano Coletti, Monegaskisch autocoureur
- 6 – Tom Dillmann, Frans autocoureur
- 6 – Olivier ter Horst, Nederlands voetballer
- 6 – Rigard van Klooster, Nederlands schaatser en baanwielrenner
- 7 – Franco Di Santo, Argentijns voetballer
- 7 - Sylwia Grzeszczak, Pools zangeres en pianiste
- 7 - Danny Post, Nederlands voetballer
- 7 - Teddy Riner, Frans judoka
- 8 – Derk Boswijk, Nederlands politicus (CDA)
- 8 - Luca Pizzini, Italiaans zwemmer
- 8 – Thomas Schoorel, Nederlands tennisser
- 8 - Arvis Vilkaste, Lets bobsleeër
- 9 – Monique Smit, Nederlands zangeres
- 10 - Francesco Farioli, Italiaans voetbaltrainer (Ajax)
- 10 - Vassilis Fotias, Grieks voetbalscheidsrechter
- 10 – Rico Verhoeven, Nederlands kickbokser
- 11 – Rob van Gameren, Nederlands tv-presentator
- 12 – Miguel Ángel Ponce, Mexicaans voetballer
- 12 – Kaitlyn Weaver, Amerikaans-Canadees kunstschaatsster
- 13 – Ryan Bailey, Amerikaans atleet
- 14 – Lucas Mahias, Frans motorcoureur
- 14 – Dominik Paris, Italiaans alpineskiër
- 15 – Denise Feierabend, Zwitsers alpineskiester
- 15 - Damian Kos, Pools voetbalscheidsrechter
- 17 – Aleksandr Enbert, Russisch kunstschaatser
- 17 – Beau Knapp, Amerikaans acteur
- 17 – Ralf Seuntjens, Nederlands voetballer
- 17 – Nicki Thiim, Deens autocoureur
- 18 - Bojan Bogdanović, Bosnisch-Kroatisch basketballer
- 19 – Marko Arnautović, Oostenrijks voetballer
- 19 - Simu Liu, Chinees-Canadees acteur
- 20 – Benjamin Dyball, Australisch wielrenner
- 20 – Nicholas Heiner, Nederlands zeezeiler
- 20 – Inge Janssen, Nederlands roeister
- 20 – Pierre Thiriet, Frans autocoureur
- 21 – Carlos Muñoz, Chileens voetballer
- 22 – Jasper Cillessen, Nederlands voetbaldoelman
- 22 – James McClean, Iers voetballer
- 22 – Naoya Tomita, Japans zwemmer
- 23 – Anders Johnson, Amerikaans schansspringer
- 23 – Nicole Vaidišová, Tsjechisch tennisster
- 24 – Vladimir Andersen, Deens darter
- 24 – David Boudia, Amerikaans schoonspringer
- 25 – Marie-Michèle Gagnon, Canadees alpineskiester
- 25 – Michael van Gerwen, Nederlands darter
- 26 – Lindsey De Grande, Belgisch atlete
- 27 – Lars Bender, Duits voetballer
- 27 – Sven Bender, Duits voetballer
- 28 – Esteban Alvarado, Costa Ricaans voetballer
- 28 - Gabriele Angella, Italiaans voetballer
- 28 – Ruud Boymans, Nederlands voetballer
- 28 - Jens Dantorp, Zweeds golfer
- 28 - Stephen Ettinger, Amerikaans mountainbiker

### Mei

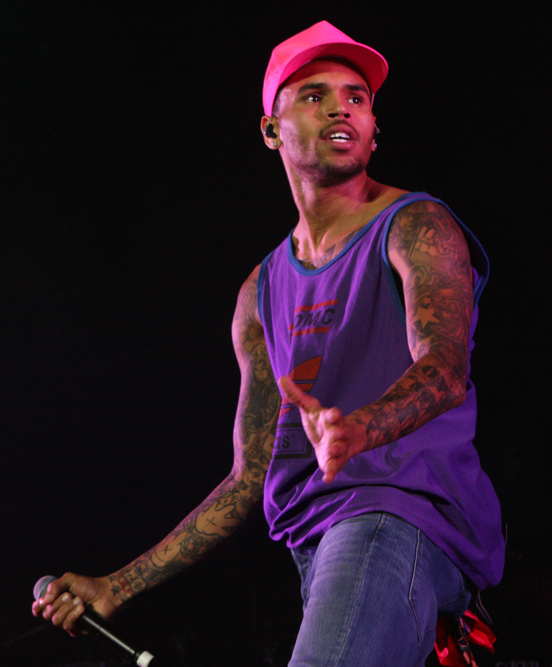
Chris Brown,
geboren op 5 mei

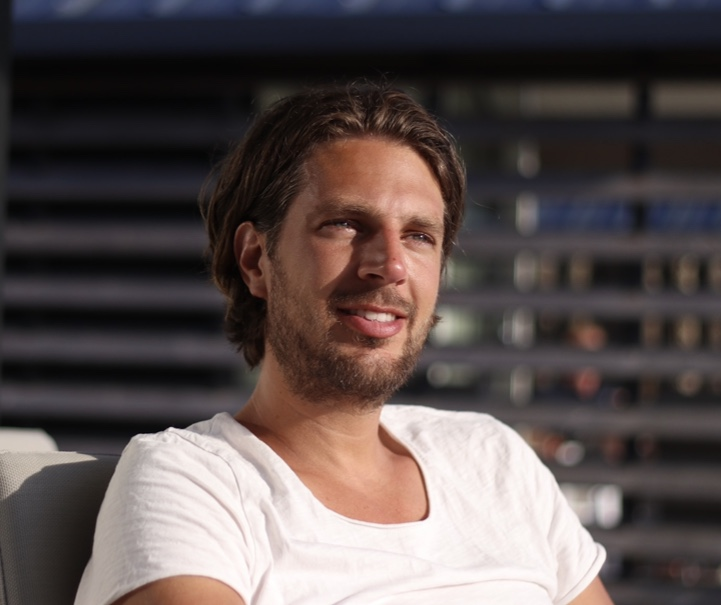
Renze Klamer,
geboren op 12 mei

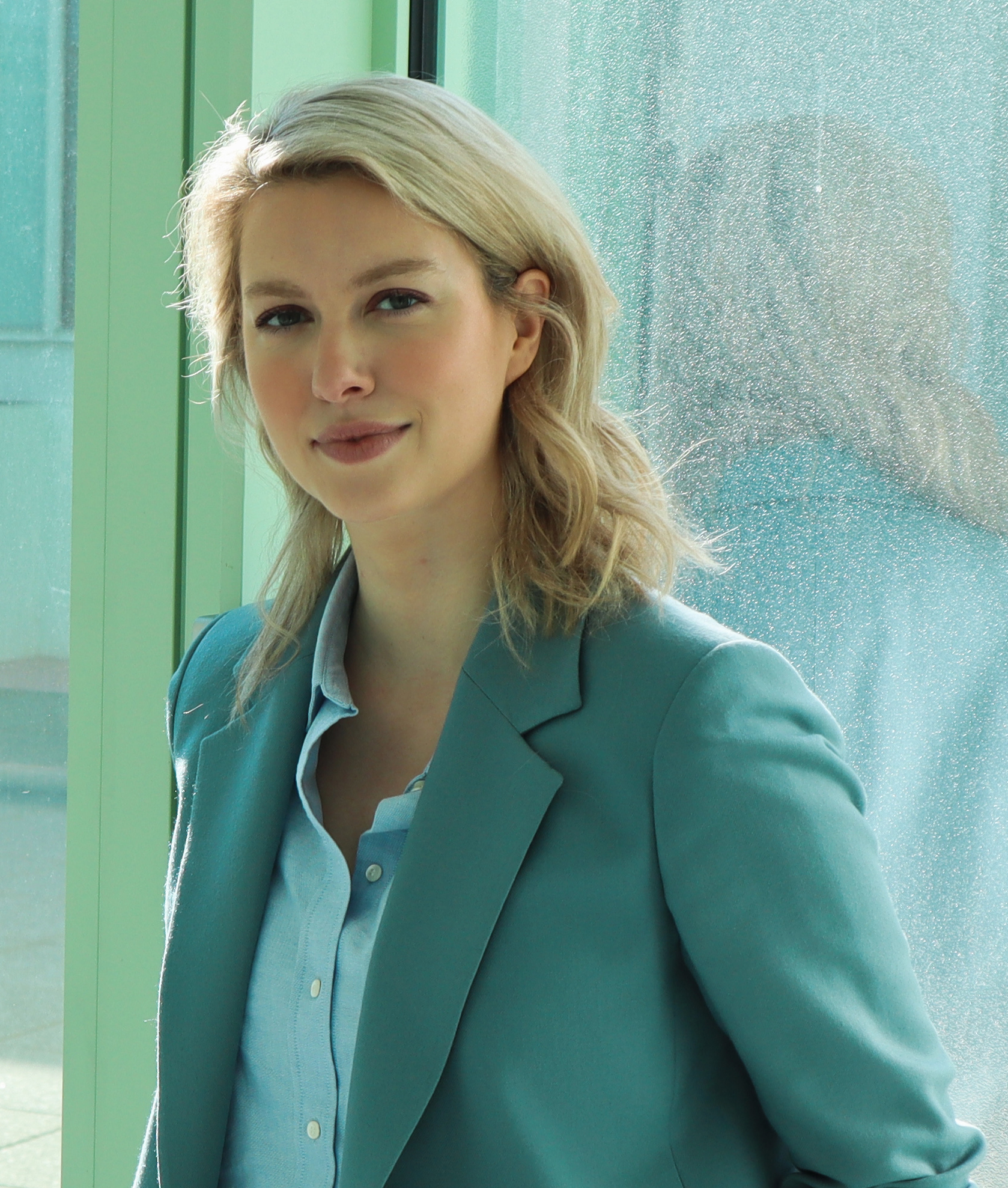
Els van Doesburg,
geboren op 24 mei

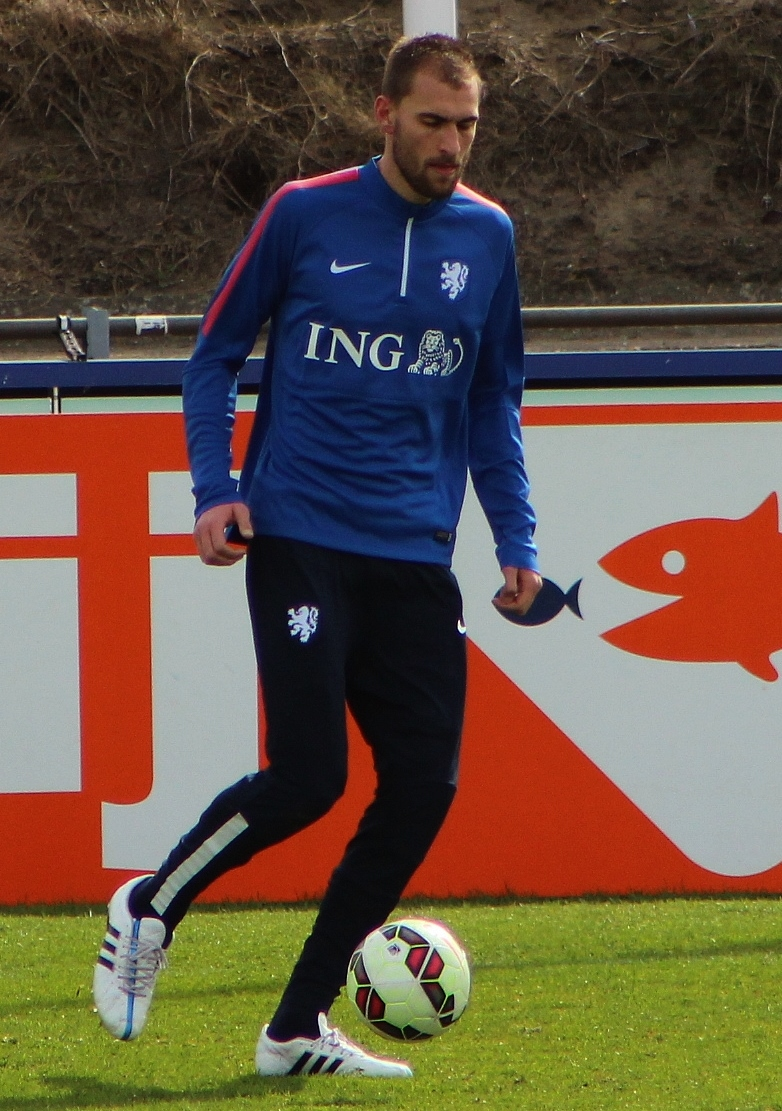
Bas Dost,
geboren op 31 mei

- 1 – Alejandro Arribas, Spaans voetballer
- 2 – Sallie Harmsen, Nederlands actrice
- 2 – Allison Pineau, Frans handbalster
- 3 – Stefan Bellmont, Zwitsers darter
- 3 – Katinka Hosszú, Hongaars zwemster
- 3 – Selah Sue, Belgisch (Vlaams) singer-songwriter
- 4 – Dániel Gyurta, Hongaars zwemmer
- 4 – Jak Ali Harvey, Jamaicaans-Turks atleet
- 5 – Christopher Brown, Amerikaans zanger
- 5 – Agnes Knochenhauer, Zweeds curlingspeelster
- 6 – Yi Siling, Chinees schutter
- 7 – Sebastian Wulff, Nederlands acteur
- 8 – Roy Hoornweg, Nederlands atleet
- 8 - Koshiki Kinoshita, Japans muzikant
- 9 – Philippe Marquis, Canadees freestyleskiër
- 9 – Ellen White, Engels voetbalster
- 10 – Marrit Leenstra, Nederlands langebaanschaatsster
- 10 – Timoer Sadredinov, Russisch autocoureur
- 11 – Melissa Boekelman, Nederlands atlete
- 11 – Giovani dos Santos, Mexicaans voetballer
- 12 – Renze Klamer, Nederlands presentator
- 15 – Sarah Bovy, Belgisch autocoureur
- 15 - Oleksij Derevinskyj, Oekraïens voetbalscheidsrechter
- 15 – Kenneth Gangnes, Noors schansspringer
- 15 – James Holland, Australisch voetballer
- 15 – Synnøve Solemdal, Noors biatlete
- 16 – Ilias Fifa, Spaans atleet
- 16 - Chrysovalantis Theouli, Cypriotisch voetbalscheidsrechter
- 17 – Armaan Ebrahim, Indiaas autocoureur
- 17 – Patricia van Haastrecht, Nederlands musicalactrice en zangeres
- 17 – Tim Sluiter, Nederlands golfer
- 17 – Tessa Virtue, Canadees kunstschaatsster
- 18 – Eugénie Le Sommer, Frans voetbalster
- 19 – Aletta Jorritsma, Nederlands roeister
- 19 – Manuel Poppinger, Oostenrijks schansspringer
- 20 – Claudio Cantelli, Braziliaans autocoureur
- 22 – Néstor Girolami, Argentijns autocoureur
- 24 – Tara Correa-McMullen, Amerikaans actrice (overleden 2005)
- 24 – Els van Doesburg, Belgisch-Nederlands politica
- 24 – Adel Taarabt, Marokkaans voetballer
- 24 – Tina Weirather, Liechtensteins alpineskiester
- 25 – Esteve Rabat, Spaans motorcoureur
- 27 – Alena Zavarzina, Russisch snowboardster
- 28 – Raynor Arkenbout, Nederlands acteur
- 29 – Eva Lovia, Amerikaans pornoactrice
- 29 – Ksenia Moskvina, Russisch zwemster
- 30 – Michele Santucci, Italiaans zwemmer
- 31 – Bas Dost, Nederlands voetballer
- 31 – Sameehg Doutie, Zuid-Afrikaans voetballer
- 31 – Lisa Loeb, Nederlands cabaretière, actrice, zangeres en schrijfster
- 31 – Marco Reus, Duits voetballer

### Juni
- 1 – Luka Bilbija, Bosnisch voetbalscheidsrechter
- 1 – Gloria Kotnik, Sloveens snowboardster
- 1 – Ariana Kukors, Amerikaans zwemster
- 1 – Majd Mardo, Syrisch-Nederlands acteur en theater- en documentairemaker
- 2 – Freddy Adu, Ghanees-Amerikaans voetballer
- 2 – Darius van Driel, Nederlands golfer
- 3 – Katie Hoff, Amerikaans zwemster
- 4 – Paweł Fajdek, Pools atleet
- 4 – Eldar Qasımov, Azerbeidzjaans zanger
- 6 – Eliud Kiptanui, Keniaans atleet
- 6 – Paweł Wojciechowski, Pools atleet
- 7 – Nicky Kuiper, Nederlands voetballer
- 7 – Sofie Van Accom, Belgisch atlete
- 8 – Timea Bacsinszky, Zwitsers tennisster
- 8 – Simon Trummer, Zwitsers autocoureur
- 9 – Chloë Agnew, Iers zangeres
- 9 – Julie Bresset, Frans moutainbikester
- 9 – Matthew Lowton, Engels voetballer
- 9 – William Satch, Brits roeier
- 11 – Ibrahim Jeilan, Ethiopisch atleet
- 11 – Karin Stevens, Nederlands voetbalster
- 12 – Ryo Tateishi, Japans zwemmer
- 13 – James Calado, Brits autocoureur
- 13 – Marielle Jaffe, Amerikaans actrice en model
- 13 - Andreas Sander, Duits alpineskiër
- 15 – Víctor Cabedo, Spaans wielrenner (overleden 2012)
- 15 – Bryan Clauson, Amerikaans autocoureur (overleden 2016)
- 15 – Kai van Hese, Nederlands voetballer
- 15 – Teddy Tamgho, Frans atleet
- 17 – Queralt Castellet, Spaans snowboardster
- 18 – Anna Fenninger, Oostenrijks skiester
- 18 – Ívar Orri Kristjánsson, IJslands voetbalscheidsrechter
- 18 – Cedric Nolf, Belgisch atleet
- 19 – Abdelaziz Barrada, Marokkaans voetballer (overleden 2024)
- 20 – Christian-Petru Ciochirca, Oostenrijks voetbalscheidsrechter
- 20 - Jordy Deckers, Nederlands voetballer
- 20 – Javier Pastore, Argentijns voetballer
- 21 – Abubaker Kaki Khamis, Soedanees atleet
- 22 – Zoran Dragić, Sloveens basketballer
- 22 – Aminata Aboubakar Yacoub, zwemster uit Congo-Brazzaville
- 23 – Joe Kovacs, Amerikaans atleet
- 23 – Kristoffer Nordfeldt, Zweeds voetballer
- 23 – Louis Rossi, Frans motorcoureur
- 26 – Yannick Eijssen, Belgisch wielrenner
- 26 – Daniela Schreiber, Duits zwemster
- 27 – Vincent Luis, Frans triatleet
- 28 – Joshua Dunkley-Smith, Australisch roeier
- 28 – Reinout Scholten van Aschat, Nederlands acteur
- 30 – Bruno Fratus, Braziliaans zwemmer
- 30 – Asbel Kiprop, Keniaans atleet

### Juli

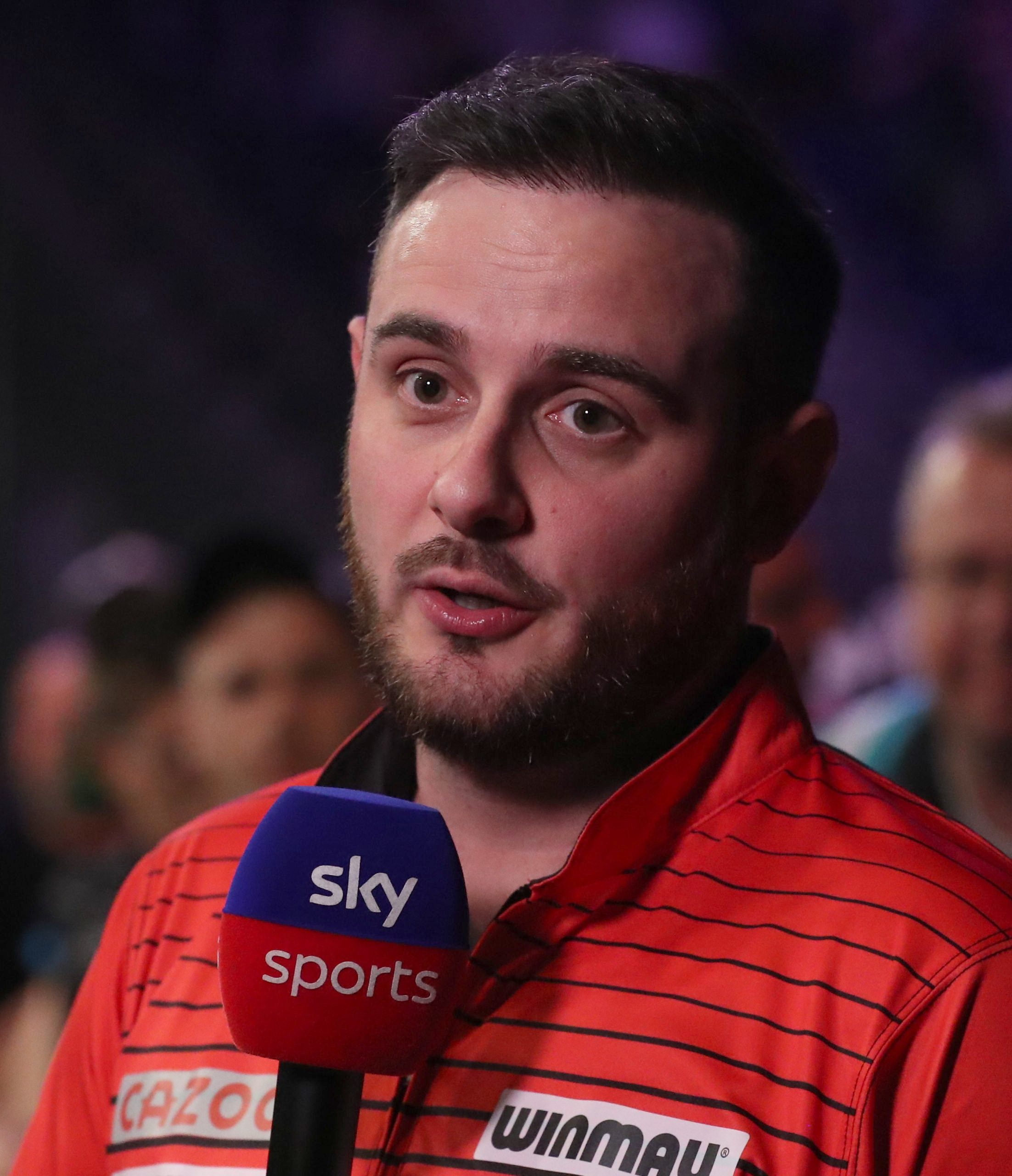
Joe Cullen,
geboren op 13 juli

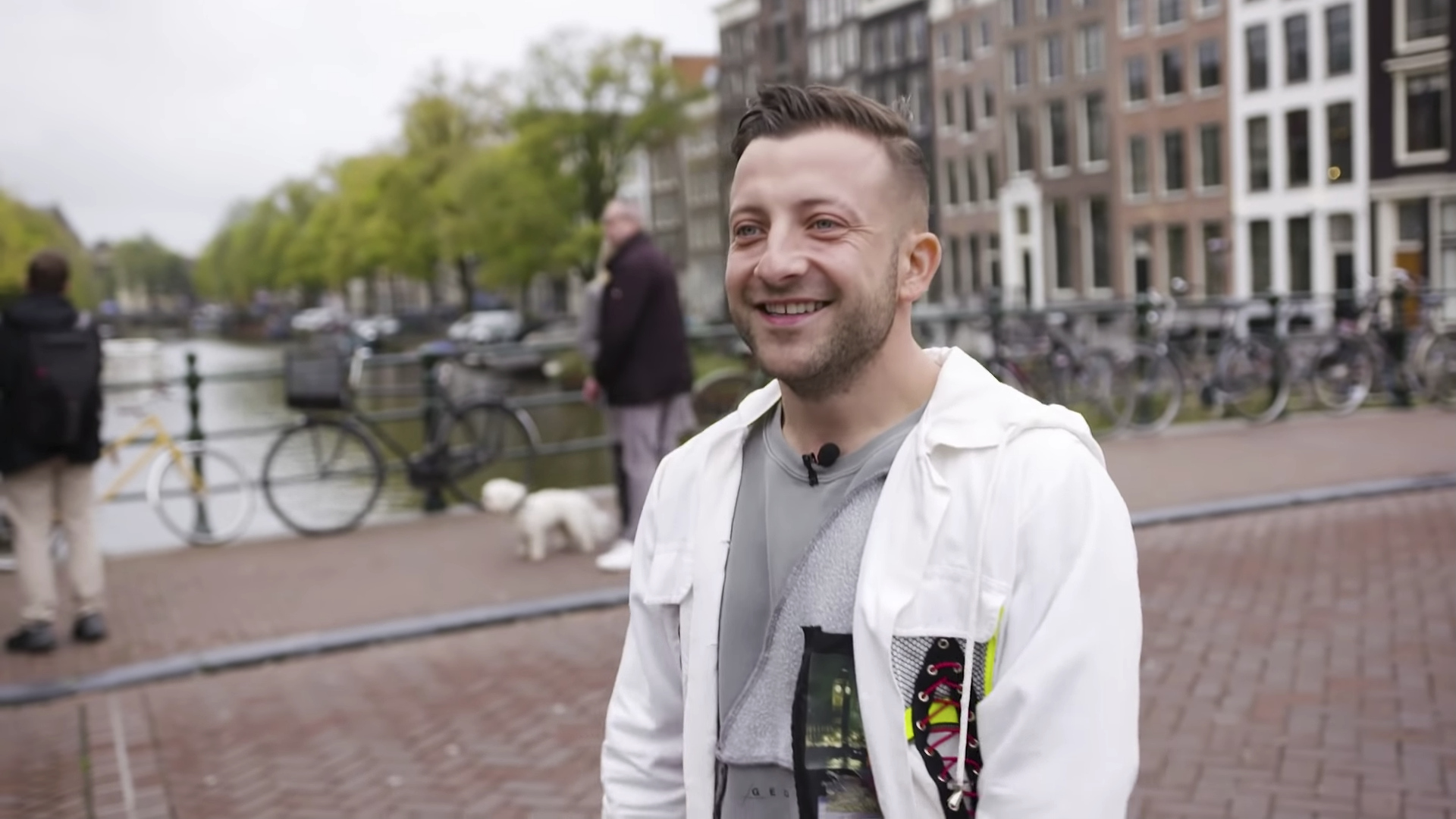
Mr. Polska,
geboren op 20 juli

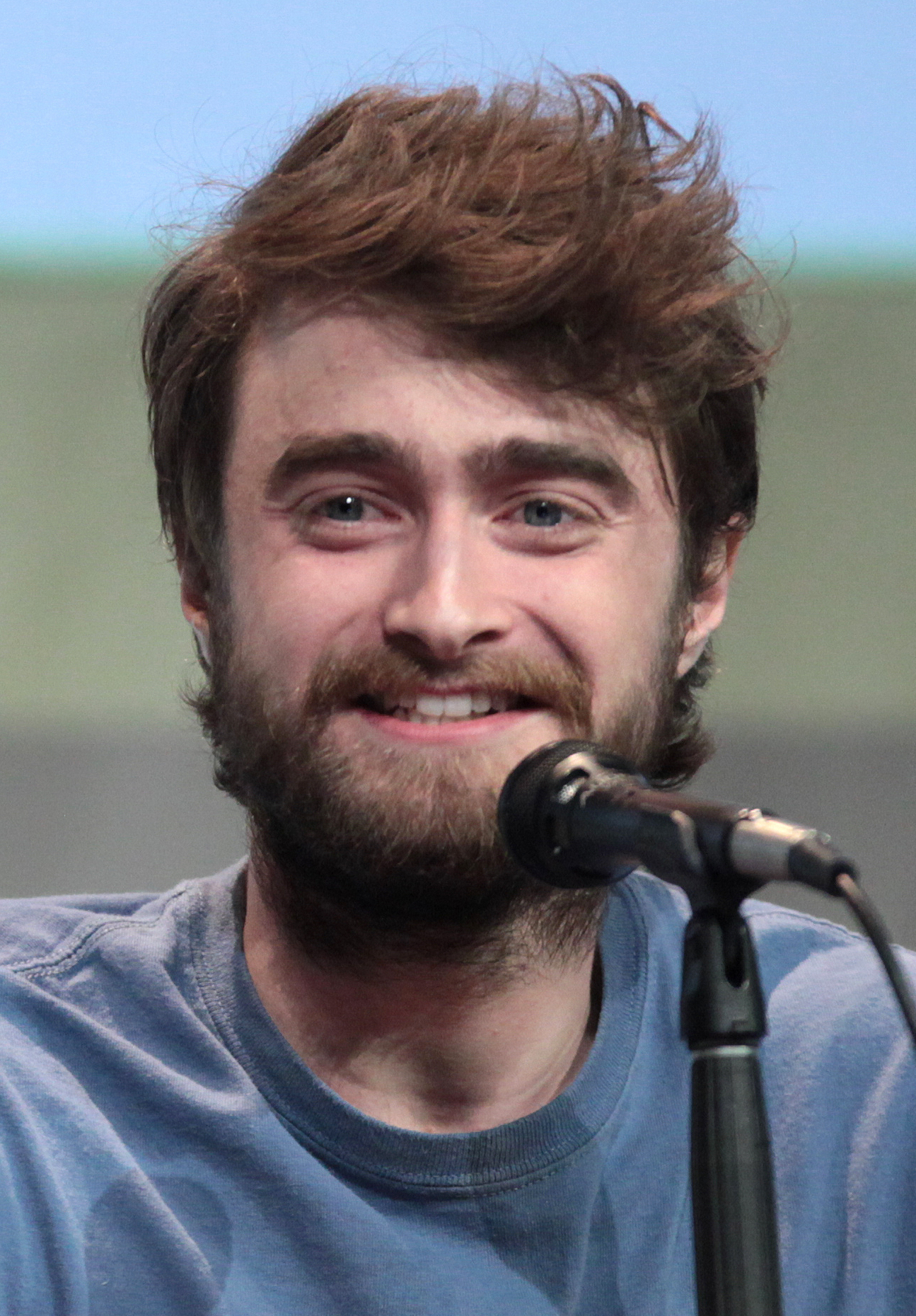
Daniel Radcliffe,
geboren op 23 juli

- 1 – Nathanaël Berthon, Frans autocoureur
- 1 – Mehdi Carcela, Belgisch voetballer
- 1 – Cléopatre Darleux, Frans handbalster
- 1 – Kevin Kühnert, Duits politicus
- 1 – Daniel Ricciardo, Australisch autocoureur
- 1 – Tom-Jelte Slagter, Nederlands wielrenner
- 2 – Lucinda Brand, Nederlands wielrenster
- 2 – François Place, Frans alpineskiër
- 3 – Pim Cazemier, Nederlands schaatser en wielrenner
- 3 – Kourosh Khani, Iraans autocoureur
- 3 – Elle King, Amerikaans zangeres en actrice
- 3 – Jocelyne Lamoureux, Amerikaans ijshockeyster
- 3 – Monique Lamoureux, Amerikaans ijshockeyster
- 3 – Olga Prokuronova, Tsjechisch kunstschaatsster
- 4 – Vergillio Rebin, Surinaams omroeper en politicus (overleden 2020)
- 4 – Andreas Romar, Fins alpineskiër
- 4 – Germán Sánchez, Spaans autocoureur
- 5 – Madelief Blanken, Nederlands actrice
- 5 – Hanna Falk, Zweeds langlaufster
- 5 – Sjinkie Knegt, Nederlands shorttracker
- 5 – Dejan Lovren, Kroatisch voetballer
- 5 – Jolien Van Brempt, Belgisch atlete
- 6 – Michiel Hoogeveen, Nederlands politicus
- 6 – Christopher Juul-Jensen, Deens wielrenner
- 7 - Julianna Guill, Amerikaans actrice
- 7 – Mauro dos Santos, Argentijns voetballer
- 8 – Yarden Gerbi, Israëlisch judoka
- 8 – Emma Kimiläinen, Fins autocoureur
- 10 – Carlos Zambrano, Peruviaans voetballer
- 11 – Konrad Czerniak, Pools zwemmer
- 11 – Tobias Sana, Zweeds voetballer
- 11 – Vincent Yator, Keniaans atleet
- 12 – Rose Chelimo, Keniaans/Bahreins atlete
- 12 – Hilary Knight, Amerikaans ijshockeyster
- 13 – Leon Bridges, Amerikaans singer-songwriter
- 13 – Joe Cullen, Engels darter
- 13 – Klára Křížová, Tsjechisch alpineskiester
- 14 – Jonathan Nordbotten, Noors alpineskiër
- 15 – Jana Gantnerová, Slowaaks alpineskiester
- 15 – Diego Ulissi, Italiaans wielrenner
- 17 – Evelyn Verrasztó, Hongaars zwemster
- 18 – Daria Bukvić, Bosnisch-Nederlands regisseuse
- 18 – Dmitri Solovjov, Russisch kunstschaatser
- 19 – Marlous Pieëte, Nederlands voetbalster
- 19 – Rune Velta, Noors schansspringer
- 20 – Mr. Polska, Nederlands-Pools rapper
- 21 – Vesna Dolonts, Russisch tennisster
- 21 – Marco Fabián, Mexicaans voetballer
- 21 – Chris Gunter, Welsh voetballer
- 21 – Antti-Jussi Kemppainen, Fins freestyleskiër
- 21 – Juno Temple, Engels actrice
- 21 – Nathalie Timmermans, Nederlands softbalster
- 21 – Giedrius Titenis, Litouws zwemmer
- 21 – Jamie Waylett, Brits acteur
- 22 – Davide Ancelotti, Italiaans voetbaltrainer
- 22 – Daryl Janmaat, Nederlands voetballer
- 23 – Daniel Radcliffe, Engels acteur (o.a. Harry Potter)
- 24 – Fredrik Lindström, Zweeds biatleet
- 24 – Felix Loch, Duits rodelaar
- 25 – Janine Flock, Oostenrijks skeletonster
- 25 – Andrea Limbacher, Oostenrijks freestyleskiester
- 25 – César Ramos, Braziliaans autocoureur
- 26 – Almensh Belete, Ethiopisch-Belgisch atlete
- 26 – Ricardo Blei, Nederlands acteur
- 27 – Natalia Partyka, Pools tafeltennisster
- 28 – Felipe Kitadai, Braziliaans judoka
- 29 – Kosovare Asllani, Zweeds voetbalster
- 29 – Genaro Snijders, Nederlands voetballer
- 30 – Jérôme Kahia, Belgisch atleet
- 30 – Mario Roberto Martínez, Hondurees voetballer
- 30 – Olivier Rochon, Canadees freestyleskiër
- 31 – Viktoryja Azarenka, Wit-Russisch tennisster

### Augustus

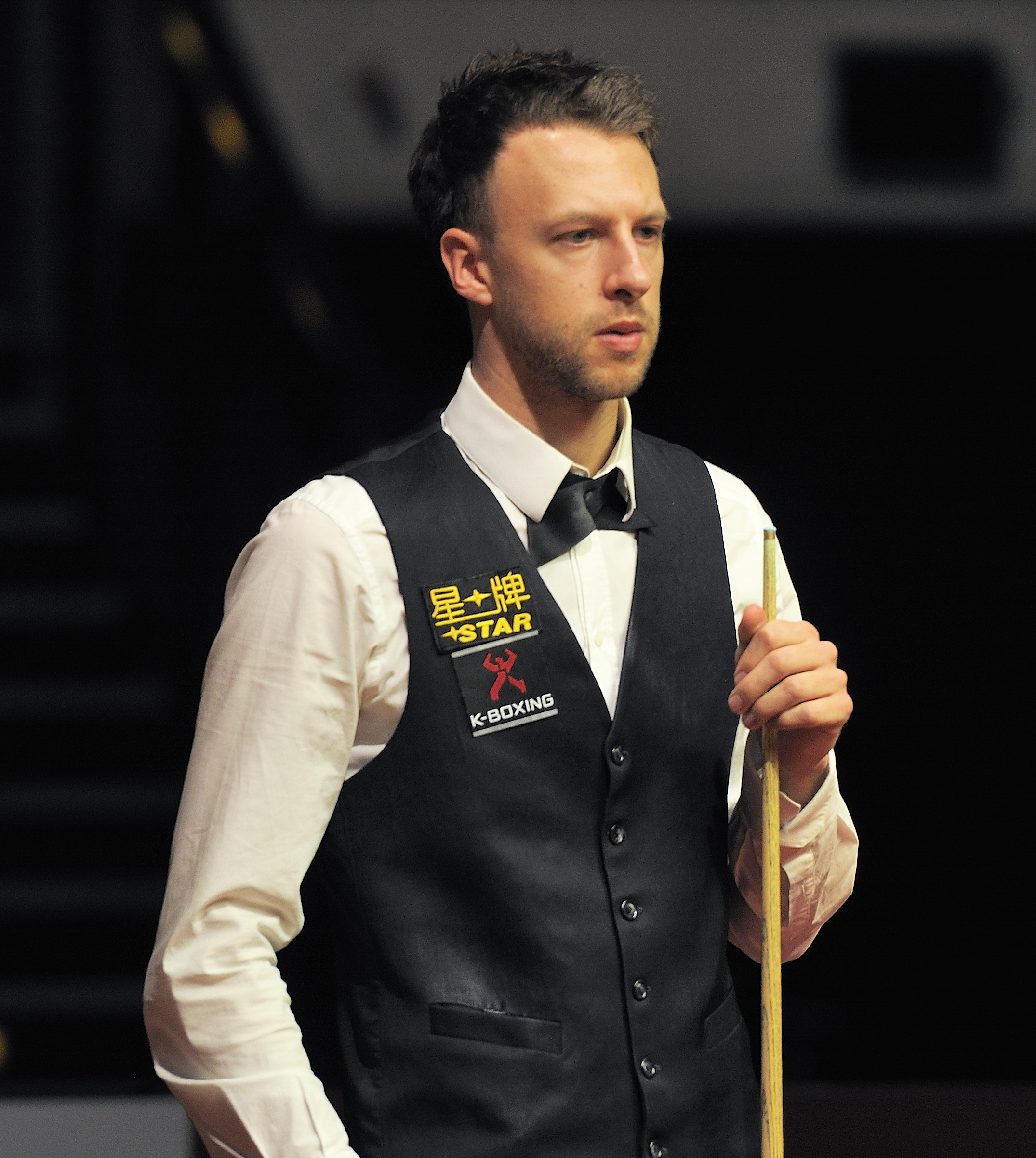
Judd Trump,
geboren op 20 augustus

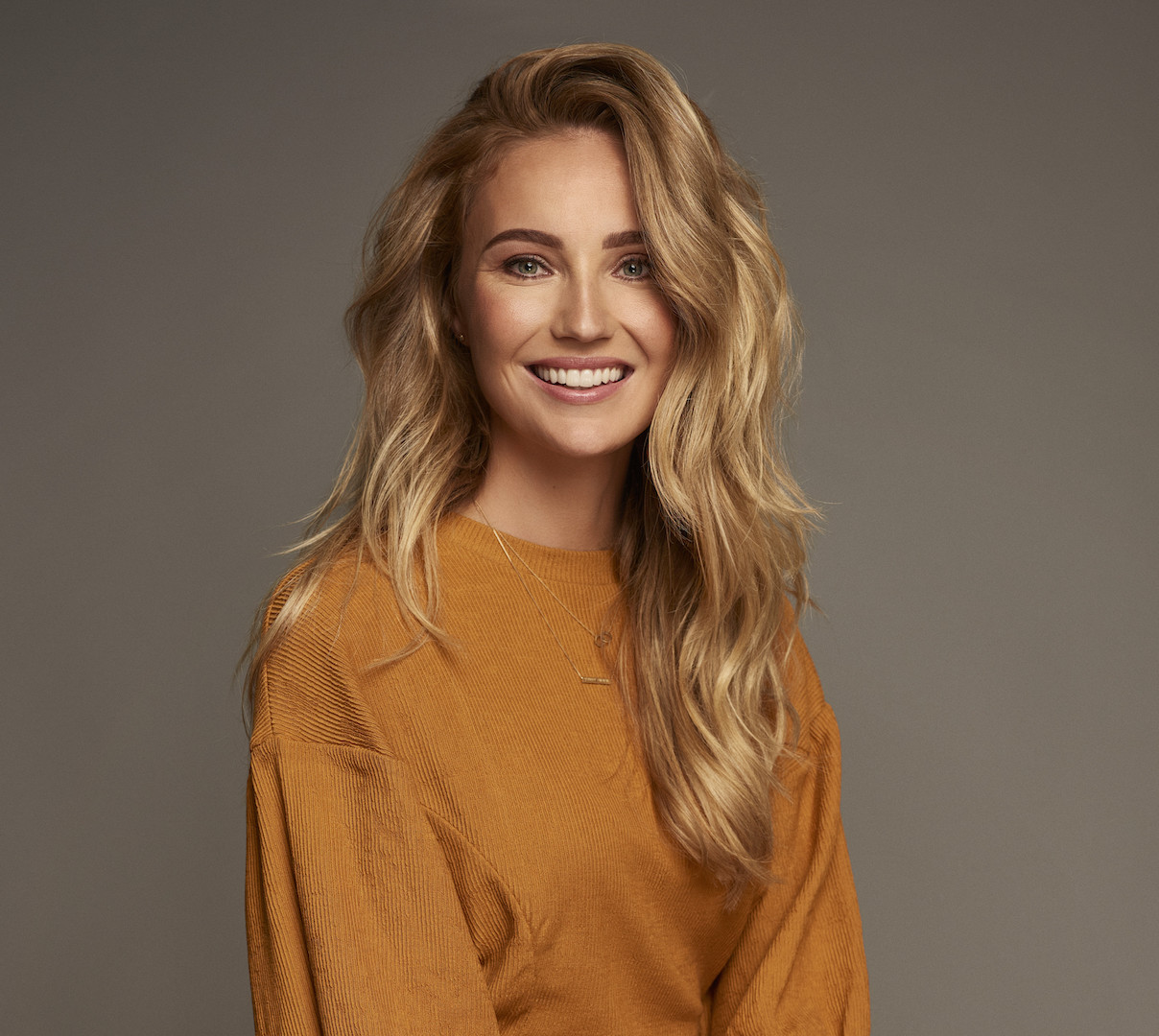
Kelly Weekers,
geboren op 20 augustus

- 3 – Jules Bianchi, Frans autocoureur (overleden 2015)
- 3 – Ricky Taylor, Amerikaans autocoureur
- 3 – Nick Viergever, Nederlands voetballer
- 4 – Sebastian Kruis, Nederlands politicus
- 4 – Martha McCabe, Canadees zwemster
- 5 – Grégory Sertić, Frans-Kroatisch voetballer
- 6 – Lennart Timmerman, Nederlands acteur
- 8 – Hannah Miley, Brits zwemster
- 9 – Andrea Iannone, Italiaans motorcoureur
- 9 – Calvin Mac-Intosch, Nederlands voetballer
- 10 – Kevin Rolland, Frans freestyleskiër
- 11 – Úrsula Corberó, Spaans actrice
- 11 – Mirco Pruyser, Nederlands hockeyer
- 12 – Charlène Guignard, Frans-Italiaans kunstschaatsster
- 13 – Nejo Becirevic, Nederlands bokser
- 15 – Joe Jonas, Amerikaans zanger (Jonas Brothers)
- 15 – Carlos Pena jr., Amerikaans acteur
- 15 – Yannick van de Velde, Nederlands acteur
- 16 – Katarzyna Pawłowska, Pools wielrenner
- 16 – Riku Riski, Fins voetballer
- 16 – Jackson Wilcox, Amerikaans zwemmer
- 17 – Lil B, Amerikaans rapper, schrijver en activist
- 17 – Stephanie Twell, Brits atlete
- 17 – Chan Yung-jan, Taiwanees tennisster
- 18 – Alice McKennis, Amerikaans alpineskiester
- 18 – Floris de Vries, Nederlands golfer
- 18 – Tim Wallburger, Duits zwemmer
- 19 – Raúl Castro, Boliviaans voetballer
- 20 – Judd Trump, Engels snookerspeler
- 20 – Kelly Weekers, Nederlands model; Miss Nederland 2011
- 21 – Charlison Benschop, Nederlands voetballer
- 21 – Rob Knox, Brits acteur (overleden 2008)
- 21 – Hayden Panettiere, Amerikaans actrice en zangeres
- 21 – Rajko Brežančić, Servisch voetballer
- 22 – Tin Sritrai, Thais autocoureur
- 22 – Tristan Vautier, Frans autocoureur
- 23 – Dai Carter, Nederlands oud-commando
- 23 - Matías Defederico, Argentijns voetballer
- 24 – Sofie De Saedelaere, Belgisch judoka
- 24 – Reynaldo dos Santos Silva, Braziliaans voetballer
- 24 – Owen Westerhout, Nederlands atleet
- 25 – Hiram Mier, Mexicaans voetballer
- 27 – Bohdana Matsotska, Oekraïens alpineskiester
- 28 – Jens Debusschere, Belgisch wielrenner
- 29 – Su Bingtian, Chinees atleet
- 29 - Charlotte Ritchie, Engels actrice
- 30 – Bohdan Bondarenko, Oekraïens atleet
- 30 – Bebe Rexha, Albanees-Amerikaans zangeres

### September

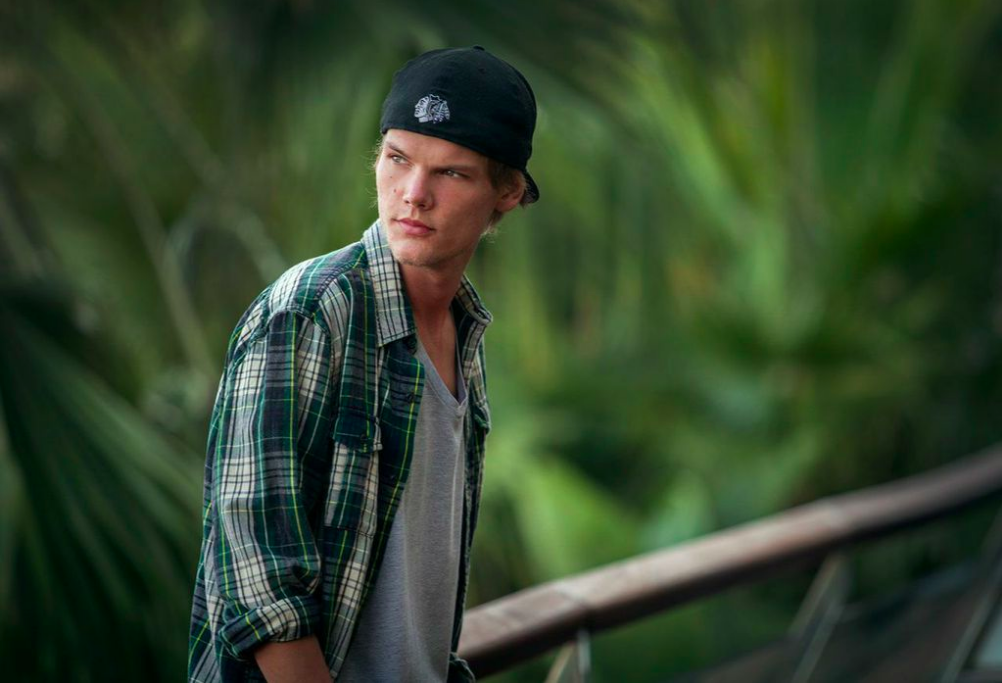
Avicii,
geboren op 8 september

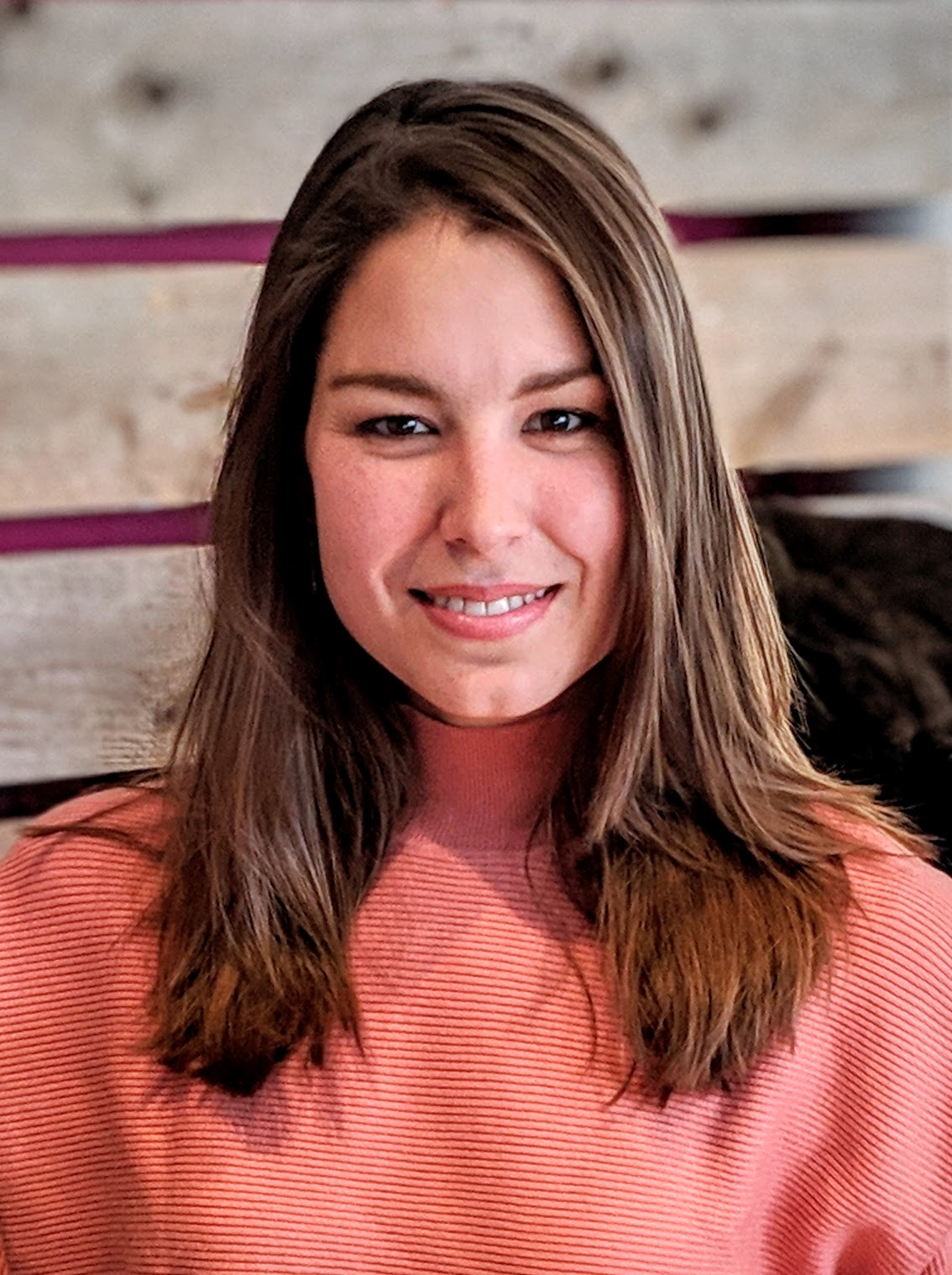
Amber Brantsen,
geboren op 9 september

- 1 - Hannah Emily Anderson, Canadees actrice
- 1 – Max Franz, Oostenrijks alpineskiër
- 1 – Bill Kaulitz, Duits zanger
- 1 – Tom Kaulitz, Duits gitarist
- 1 – Jefferson Montero, Ecuadoraans voetballer
- 1 – Kelsey Serwa, Canadees freestyleskiester
- 1 – Lucas Tramèr, Zwitsers roeier
- 2 – Ronela Hajati, Albanees singer-songwriter en danseres
- 2 - Richard Kilty, Brits atleet
- 2 – Adam Kszczot, Pools atleet
- 2 – Rutger Vink, Nederlands Youtuber
- 3 – Koen Naert, Belgisch atleet
- 5 – Hanno Douschan, Oostenrijks snowboarder
- 5 – Joel Tillema, Nederlands voetballer
- 6 – Tim Hofstede, Nederlands voetballer
- 7 - Hannah John-Kamen, Engels actrice
- 8 – Jelena Arzjakova, Russisch atlete
- 8 – Jetse Bol, Nederlands wielrenner
- 8 – Tim Bergling (Avicii), Zweeds dj en producer (overleden 2018)
- 9 – Amber Brantsen, Nederlands nieuwslezeres
- 9 – Johnny Cecotto jr., Venezolaans autocoureur
- 9 – Gylfi Sigurðsson, IJslands voetballer
- 11 – Alexei Kervezee, Nederlands cricketspeler
- 12 – Maarten Boddaert, Nederlands voetballer
- 12 – Aberu Kebede, Ethiopisch atlete
- 12 – Tim Knol, Nederlands singer-songwriter
- 12 – Alexander Payer, Oostenrijks snowboarder
- 13 – Charlotte Anne Bongaerts, Vlaams actrice
- 13 – Malenthe Lugtmeier, Nederlands voetbalster
- 13 - Thomas Müller, Duits voetballer
- 14 – Daniel Arnamnart, Australisch zwemmer
- 15 - Abraham Kiptum, Keniaans atleet
- 15 - Tomoki Nojiri, Japans autocoureur
- 16 – Diewertje Dir, Nederlands actrice
- 16 – José Salomón Rondón, Venezolaans voetballer
- 17 – Olga Potylitsina, Russisch skeletonster
- 18 - Gino Rea, Brits motorcoureur
- 21 – Jason Derülo, Amerikaans singer-songwriter, acteur en danser
- 22 – Sabine Lisicki, Duits tennisster
- 24 – Edgard Iván Rimaycuna Inga, Peruaans priester en pauselijk secretaris
- 25 – Junko Hoshino, Japans freestyleskiester
- 25 - Fernanda da Silva, Braziliaans handbalster
- 25 - Igor Stojchevski, Macedonisch voetbalscheidsrechter
- 26 – Kieran Gibbs, Engels voetballer
- 27 – Idalys Ortíz, Cubaans judoka
- 27 - Ramiks, Nederlands muziekproducent
- 27 – Park Tae-hwan, Zuid-Koreaans zwemmer
- 27 – Jeneba Tarmoh, Amerikaans atlete
- 27 – Anna Wörner, Duits freestyleskiester
- 28 – Çağla Büyükakçay, Turks tennisster
- 28 - Amandine Henry, Frans voetbalster
- 28 – Raphael Holzdeppe, Duits atleet
- 28 – Mark Randall, Engels voetballer
- 29 – Laura Peel, Australisch freestyleskiester
- 29 – Joel Bosqued, Spaans acteur
- 30 – Christian Brüls, Belgisch voetballer
- 30 – Fernando Guerrero, Ecuadoraans voetballer
- 30 – Lukas Hofer, Italiaans biatleet
- 30 – Mounir Samuel, Nederlands politicoloog en publicist

### Oktober

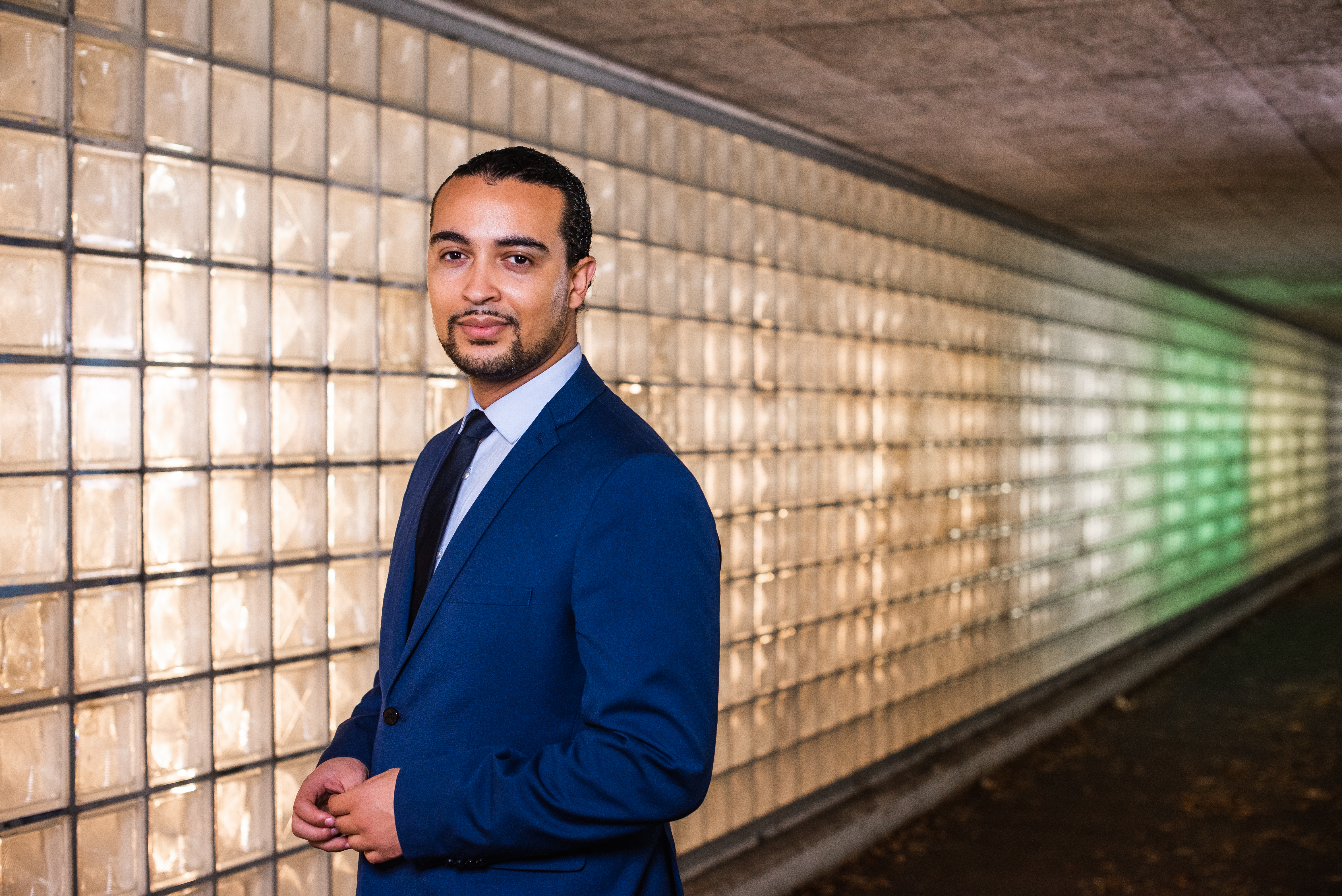
Don Ceder,
geboren op 20 oktober

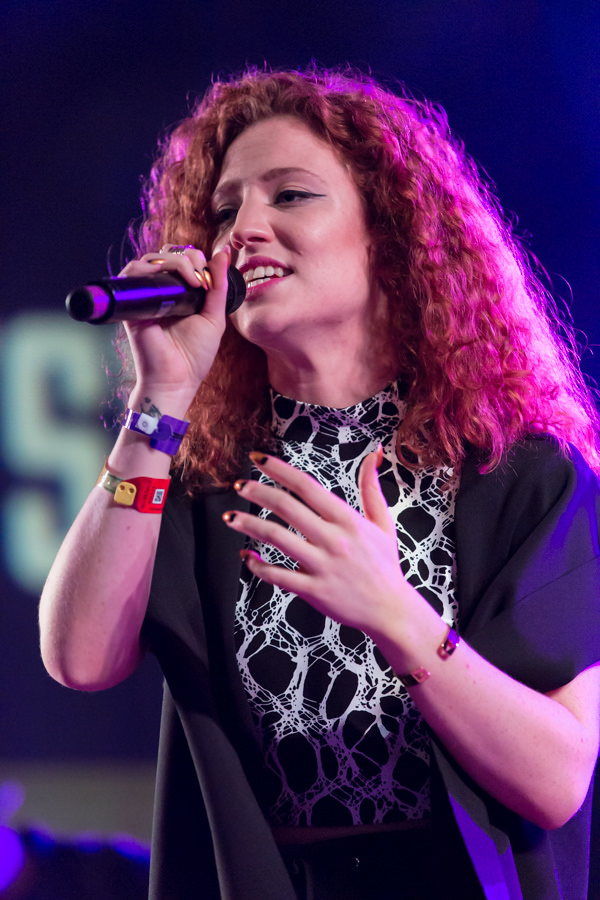
Jess Glynne,
geboren op 20 oktober

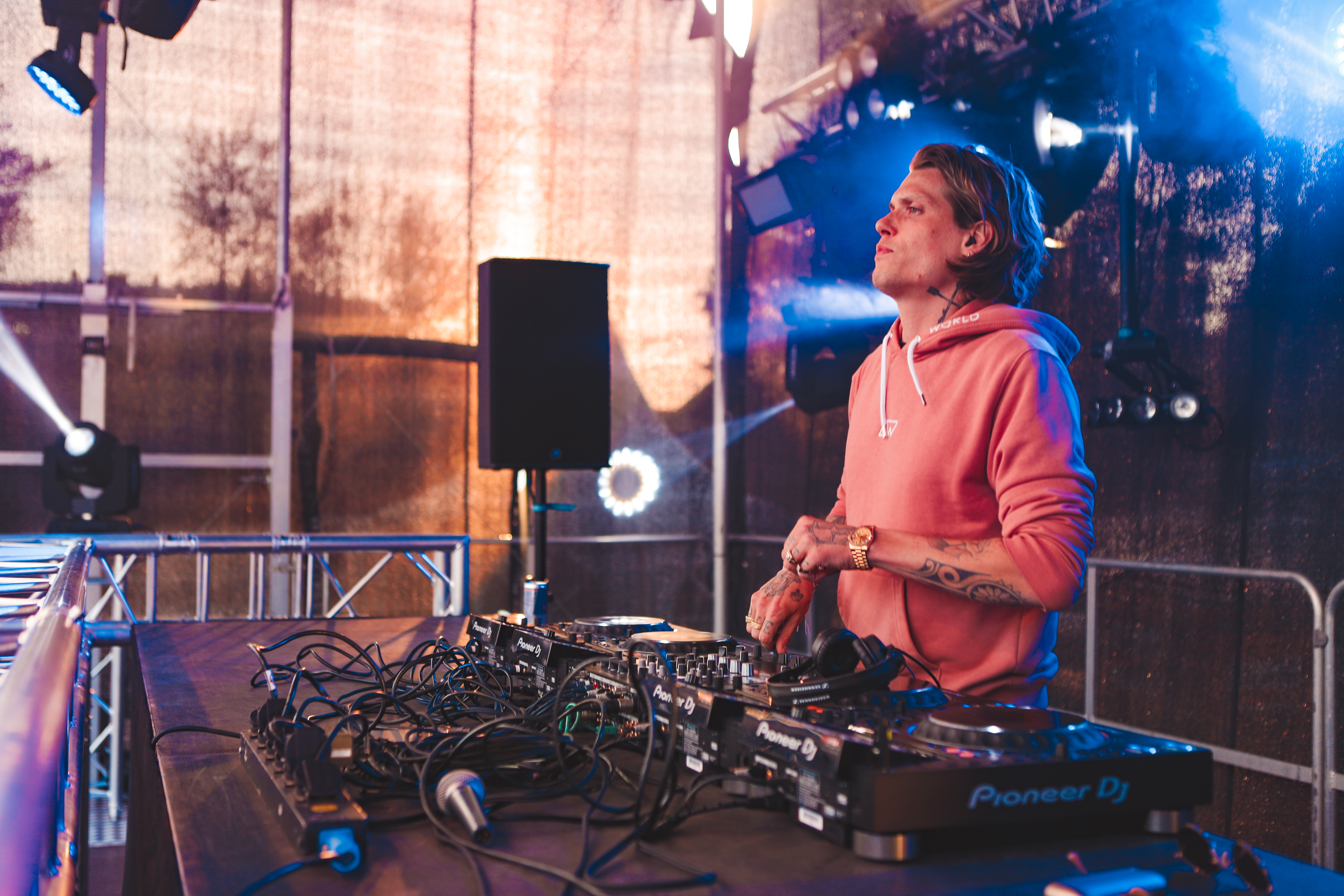
Tony Junior,
geboren op 21 oktober

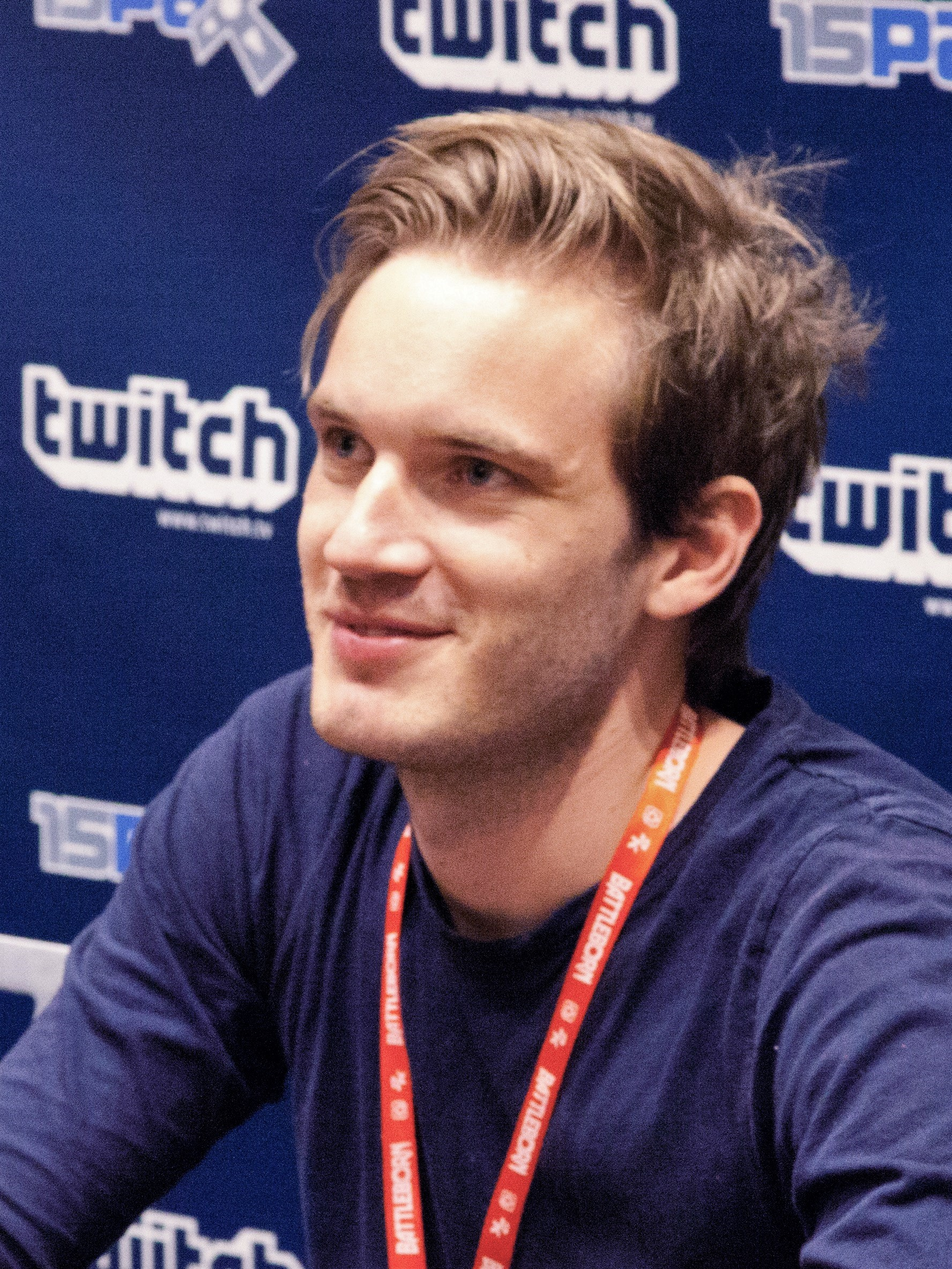
Felix Kjellberg,
geboren op 24 oktober

- 1 – Guido Falaschi, Argentijns autocoureur (overleden 2011)
- 1 – Brie Larson, Amerikaans actrice
- 1 – Ofentse Nato, Botswaans voetballer
- 1 - Jakob Alexander Sundberg, Deens voetbalscheidsrechter
- 2 – Ruud Feltkamp, Nederlands acteur
- 2 – Marta Gastini, Italiaans actrice
- 2 – George Nash, Brits roeier
- 2 – Janina Uhse, Duits actrice
- 3 – Nenad Minaković, Servisch voetbalscheidsrechter
- 3 - Ivan Paulovich, Nederlands-Belgisch danser
- 4 – Dakota Johnson, Amerikaans actrice en fotomodel
- 4 – Viktoria Rebensburg, Duits alpineskiester
- 4 – Tessa Worley, Frans alpineskiester
- 5 – Žanna Juškāne, Lets biatlete
- 5 – Kimiya Sato, Japans autocoureur
- 5 – Benjamin Weger, Zwitsers biatleet
- 5 – Travis Kelce, Amerikaanse football-speler
- 7 – Ofir Marciano, Israëlisch voetballer
- 7 – Valentin Verga, Nederlands hockeyer
- 8 – Patrick van Kempen, Nederlands paralympisch sporter
- 8 – Stijn Wuytens, Nederlands voetballer
- 11 – Anton Nebylitski, Russisch autocoureur
- 11 – Zoran Nižić, Kroatisch voetballer
- 12 – Aniek Schepens, Nederlands voetbalster
- 13 – Alexandria Ocasio-Cortez, Amerikaans activiste en politica
- 13 - Warren Weir, Jamaicaans atleet
- 14 – Luca Matteotti, Italiaans snowboarder
- 15 – Joeri Adams, Belgisch veldrijder
- 15 – Anthony Joshua, Engels bokser
- 15 – Delfina Merino, Argentijns hockeyster
- 15 – Alen Pamić, Kroatisch voetballer
- 15 – Dominic Storey, Nieuw-Zeelands autocoureur
- 16 – Angie Bainbridge, Australisch zwemster
- 17 – Federico Fernández, Argentijns handballer
- 17 – Michail Kozlovski, Russisch autocoureur
- 18 - Matthew Centrowitz, Amerikaans atleet
- 18 – Maria Shkanova, Wit-Russisch alpineskiester
- 19 – Noh Seon-yeong, Zuid-Koreaans schaatsster
- 19 – Miroslav Stoch, Slowaaks voetballer
- 20 - Christie Burke, Canadees actrice
- 20 – Don Ceder, Nederlands advocaat en politicus
- 20 – Mare Dibaba, Ethiopisch atlete
- 20 – Dennis Diekmeier, Duits voetballer
- 20 – Jess Glynne, Brits singer-songwriter
- 20 – Yanina Wickmayer, Belgisch tennisster
- 21 – Tony Junior, Nederlands dj
- 21 – Christopher Zanella, Zwitsers autocoureur
- 22 – Chantal Blaak, Nederlands wielrenster
- 22 – Piero Codia, Italiaans zwemmer
- 22 – Elianne Smit, Nederlands model
- 22 – Omar Visintin, Italiaans snowboarder
- 23 – Alain Baroja, Venezolaans voetballer
- 23 – Jonas Devouassoux, Frans freestyleskiër
- 23 – Andrij Jarmolenko, Oekraïens voetballer
- 24 – Maren Hammerschmidt, Duits biatlete
- 24 – Felix Kjellberg, Zweeds YouTuber
- 25 – Dwight Wille, Belgisch voetballer
- 26 – Reshmie Oogink, Nederlands taekwondoka
- 26 - Bertrie Wierenga, Nederlands actrice en model
- 27 – Barry Maguire, Nederlands voetballer
- 28 – Lieke Klaus, Nederlands bmx'ster
- 28 – Camille Muffat, Frans zwemster (overleden 2015)
- 29 – Primož Roglič, Sloveens wielrenner en schansspringer
- 29 – Kosuke Yamamoto, Japans voetballer
- 29 – Joel Ward, Engels voetballer
- 31 - Ryan Phinny, Amerikaans autocoureur

### November
- 1 – Mihail Dudaš, Servisch atleet

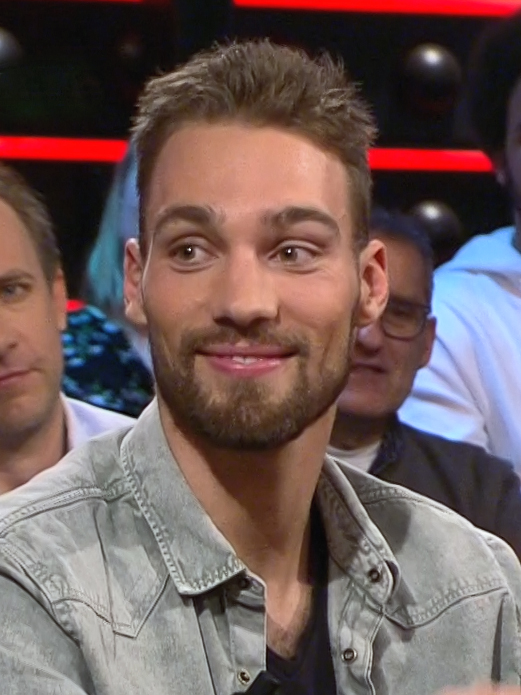
Kjeld Nuis,
geboren op 10 november

- 1 – Gabriela Koukalová, Tsjechisch biatlete
- 1 – Jet van Nieuwkerk, Nederlands presentatrice en foodjournaliste
- 2 – Ali Hamdi, Belgisch atleet
- 2 – Stevan Jovetić, Montenegrijns voetballer
- 3 – Alexander Brouwer, Nederlands beachvolleyballer
- 3 – Jacelyn Gruppen, Nederlands atlete
- 3 – Berber Esha Janssen, Nederlands model, actrice, presentatrice en zangeres
- 4 – Damian Warner, Canadees atleet
- 5 – Patrick Cronie, Nederlands atleet
- 6 – Jozy Altidore, Amerikaans voetballer
- 6 – Denis Mahmudov, Macedonisch voetballer
- 6 – Maren Mjelde, Noors voetbalster
- 6 – Dominik Windisch, Italiaans biatleet
- 7 – Maya Fridman, Russisch muzikante
- 7 – Job Kienhuis, Nederlands zwemmer
- 8 – Leonardo Cordeiro, Braziliaans autocoureur
- 8 – Sanni Leinonen, Fins alpineskiester
- 8 – SZA (Solána Rowe), Amerikaans singer-songwriter
- 9 – Billy Howle, Brits acteur
- 9 – Lucinda Whitty, Australisch zeilster
- 10 – Matteo Marchetti, Italiaans voetbalscheidsrechter
- 10 – Kjeld Nuis, Nederlands langebaanschaatser
- 10 – Martin Sinković, Kroatisch roeier
- 11 – Mohamed Ali, Somalisch-Nederlands atleet
- 11 – Adam Rippon, Amerikaans kunstschaatser
- 11 – Lewis Williamson, Brits autocoureur
- 13 – Hadjar Benmiloud, Nederlands schrijfster, columniste en presentatrice
- 14 – Rikke Granlund, Noors handbalster
- 14 - Andrea Jirků, Tsjechisch schaatsster
- 15 – Jasper Iwema, Nederlands motorcoureur
- 17 – Gwen van Poorten, Nederlands televisiepresentatrice
- 18 – Mari Eide, Noors langlaufster
- 19 – Candace Newmaker, Amerikaans slachtoffer van kindermishandeling (overleden 2000)
- 20 – Eduardo Vargas, Chileens voetballer
- 21 – Sadie Bjornsen, Amerikaans langlaufster
- 21 – Elise Ringen, Noors biatlete
- 23 - Margot van Geffen, Nederlands hockeyspeelster
- 24 – Corentin Debailleul, Belgisch atleet
- 24 – Mario Gavranović, Zwitsers-Kroatisch voetballer
- 24 – Dejen Gebremeskel, Ethiopisch atleet
- 24 – Lukáš Hrádecký, Fins voetballer
- 24 – Maximilian Wissel, Duits autocoureur
- 24 – Marco Wittmann, Duits autocoureur
- 25 – Tom Dice, Belgisch zanger
- 25 – Nick Hengelman, Nederlands voetbalkeeper
- 25 – Andrej Larkov, Russisch langlaufer
- 26 – Takumi Takahashi, Japans motorcoureur
- 27 – Andrej Sobolev, Russisch snowboarder
- 28 – Jelizaveta Bryzhina, Oekraïens atlete
- 28 – William Dutton, Canadees langebaanschaatser
- 28 – Kevin Görtz, Nederlands voetballer
- 29 – Dominic Adiyiah, Ghanees voetballer
- 29 – Joren Dom, Belgisch voetballer
- 29 – Dominik Kraihamer, Oostenrijks autocoureur
- 30 – Ferguson Cheruiyot Rotich, Keniaans atleet
- 30 – Vladimír Weiss, Slowaaks voetballer

### December

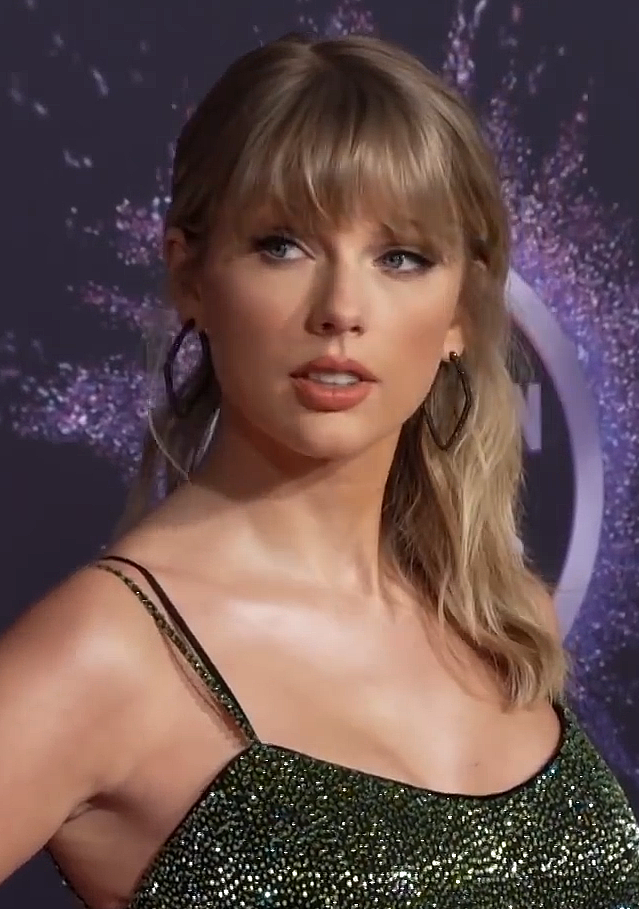
Taylor Swift,
geboren op 13 december

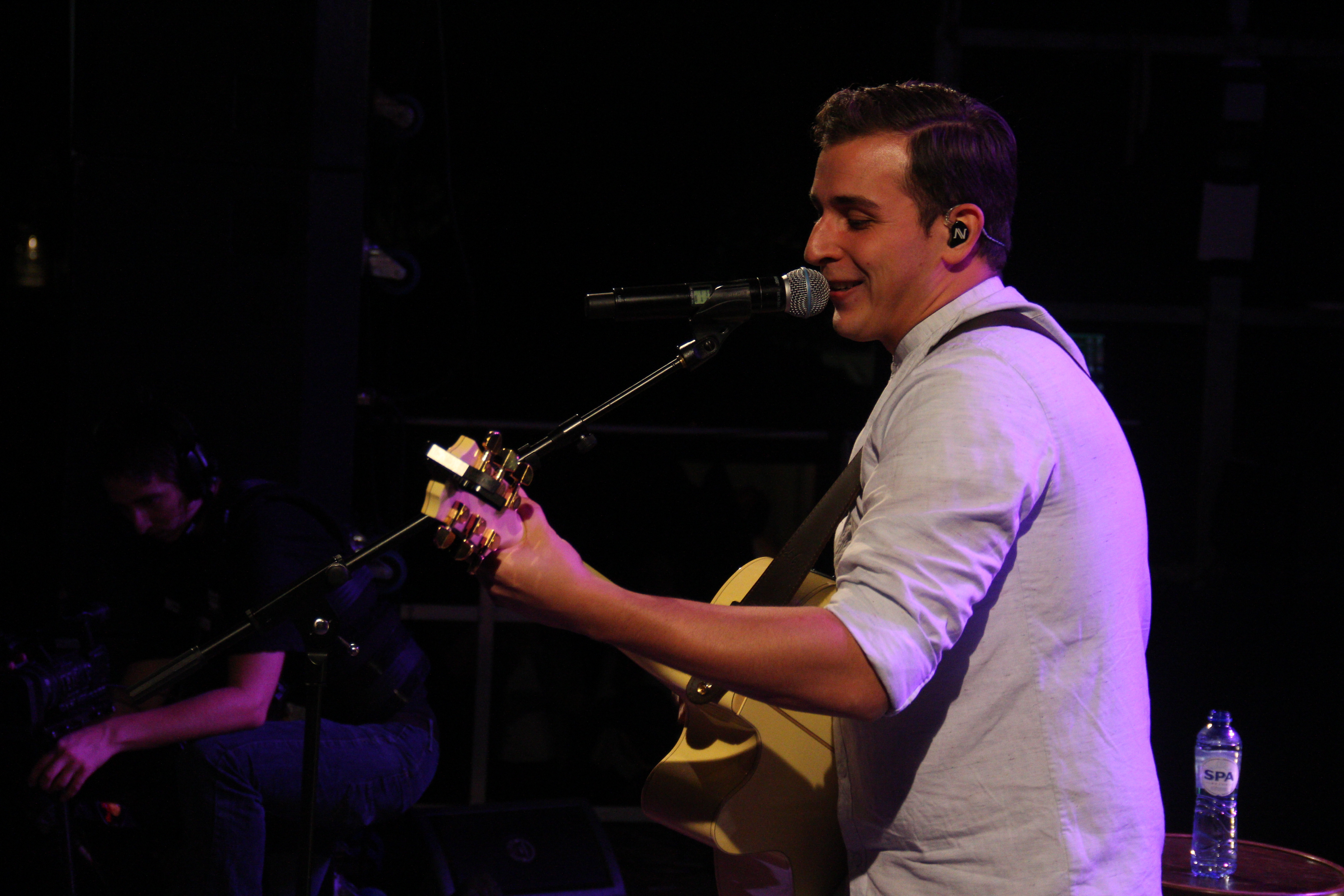
Nielson,
geboren op 28 december

- 5 – Pamela Jelimo, Keniaans atlete
- 5 – Linet Masai, Keniaans atlete
- 5 – Thomas Tumler, Zwitsers alpineskiër
- 5 – Jean-Marc Mwema, Belgisch basketter
- 7 – Matthias Brändle, Oostenrijks wielrenner
- 7 – Nicholas Hoult, Brits acteur
- 7 – Quentin Ruffacq, Belgisch atleet
- 7 – Ivan Tomečak, Kroatisch voetballer
- 8 – Alonso Edward, Panamees atleet
- 8 - Daniel Schlager, Duits voetbalscheidsrechter
- 10 – Rosalind Groenewoud, Canadees freestyleskiester
- 11 – Sam Pinto, Filipijns reclamemodel en actrice
- 12 – François Heersbrandt, Belgisch zwemmer
- 13 – Hellen Obiri, Keniaans atlete
- 13 – Taylor Swift, Amerikaans zangeres en actrice
- 15 – Aaron Cresswell, Engels voetballer
- 15 – Darley Ramón Torres, Braziliaans voetbaldoelman
- 17 – André Ayew, Ghanees voetballer
- 17 – André Hansen, Noors voetballer
- 17 – Marcel Risse, Duits voetballer
- 18 – Ashley Benson, Amerikaans actrice
- 18 – Sophie Boilley, Frans biatlete
- 18 – Thulani Hlatshwayo, Zuid-Afrikaans voetballer
- 18 – Lawrence Visser, Belgisch voetbalscheidsrechter
- 19 – Thierry Aartsen, Nederlands parlementariër
- 19 – Tjendo Samuel, Nederlands atleet
- 19 – Ronald Auderset, Zwitsers skeletonracer
- 21 – Cheikhou Kouyaté, Senegalees voetballer
- 21 - Jorien ter Mors, Nederlands schaatsster
- 21 – Andrés Fabricio Romero, Argentijns voetballer
- 21 – Shohei Tochimoto, Japans schansspringer
- 21 – Ameer Webb, Amerikaans atleet
- 22 – Jordin Sparks, Amerikaans zangeres
- 22 — Yori Swart, Nederlands singer-songwriter
- 24 – Diafra Sakho, Senegalees voetballer
- 25 – Blayne Barber, Amerikaans golfer
- 26 – Yohan Blake, Jamaicaans atleet
- 26 – Sofiane Feghouli, Algerijns voetballer
- 26 – Lecabela Quaresma, Santomees atlete
- 26 – Diego Simonet, Argentijns handballer
- 27 – Kevin Esteve Rigail, Andorrees alpineskiër
- 28 – Jason Block, Canadees zwemmer
- 28 – Mike de Geer, Nederlands voetballer
- 28 – Nielson, Nederlands zanger
- 28 – Mackenzie Rosman, Amerikaans actrice
- 28 – Salvador Sobral, Portugees zanger
- 29 – Kei Nishikori, Japans tennisser
- 30 – Bart Hylkema, Nederlands autocoureur
- 30 – Christopher Robanske, Canadees snowboarder
- 30 – Ryan Sheckler, Amerikaans skateboarder

### Datum onbekend
- David Barmasai, Keniaans atleet
- Sarah Hegazi, Egyptisch lhbt-activiste (overleden 2020)
- Eva van Manen, Nederlands zangeres, liedschrijver, dichter, theatermaker en muziekproducent

## Weerextremen in België
- 25 februari: Laagste luchtdruk ooit: 956,8 hPa (luchtdruk, herleid tot zeeniveau).
- winter: Geen sneeuw in Ukkel: dit is de enige keer tijdens de 20ste eeuw.
- 6 maart: Zachte maximumtemperaturen: tot 21,2 °C in Kleine-Brogel (Peer).
- mei: Mei met laagst aantal neerslagdagen: 4 (normaal 15).
- mei: Mei met laagste gemiddelde windsnelheid: 2,6 m/s (normaal 3,4 m/s).
- juni: Juni met laagste gemiddelde windsnelheid: 2,3 m/s (normaal 3,1 m/s).
- 23 juli: Tornado veroorzaakt schade in Esquelmes (Pecq).
- 5 september: Vorst in Elsenborn (Bütgenbach): minimum –0,7 °C.
- september: September met laagste gemiddelde windsnelheid: 2,3 m/s (normaal 3,2 m/s).
- 5 november: Tornado veroorzaakt schade tussen Grobbendonk en Vorselaar, ten oosten van Antwerpen.
- november: November met hoogste zonneschijnduur: 149 uur (normaal 74 uur).
- 16 december: Temperatuurmaxima tot 17,4 °C in Sint-Katelijne-Waver en 17,6 °C in Luik-Monsin.
- Jaarrecord: Warmste jaar van de 20ste eeuw: gemiddelde jaartemperatuur 11,3 °C (normaal: 9,7 °C). In de jaren 2006 (11,4) en 2007 (11,5) wordt het nog warmer.

Bron: KMI Gegevens Ukkel 1901-2003 met aanvullingen 